# Dinkelsbühl
Dinkelsbühl (ⓘ) ist eine Große Kreisstadt im Landkreis Ansbach in Mittelfranken und zählt zur Metropolregion Nürnberg. Die ehemalige Reichsstadt ist aufgrund des außergewöhnlich gut erhaltenen spätmittelalterlichen Stadtbildes ein bedeutender Tourismusort an der Romantischen Straße. Seit 1998 ist Dinkelsbühl Große Kreisstadt und seit 2013 Mitglied im Bayerischen Städtetag. Der Focus bezeichnete Dinkelsbühl als die „schönste Altstadt Deutschlands“, ein Slogan, mit dem die Stadt ihren Tourismus bewirbt. Zusammen mit den Städten Rothenburg ob der Tauber und Nördlingen war von 1984 bis 1993 die Stadt Dinkelsbühl als Kandidatin für die Erhebung zum Weltkulturerbe auf der Tentativliste der UNESCO platziert.

## Geographie

### Geographische Lage

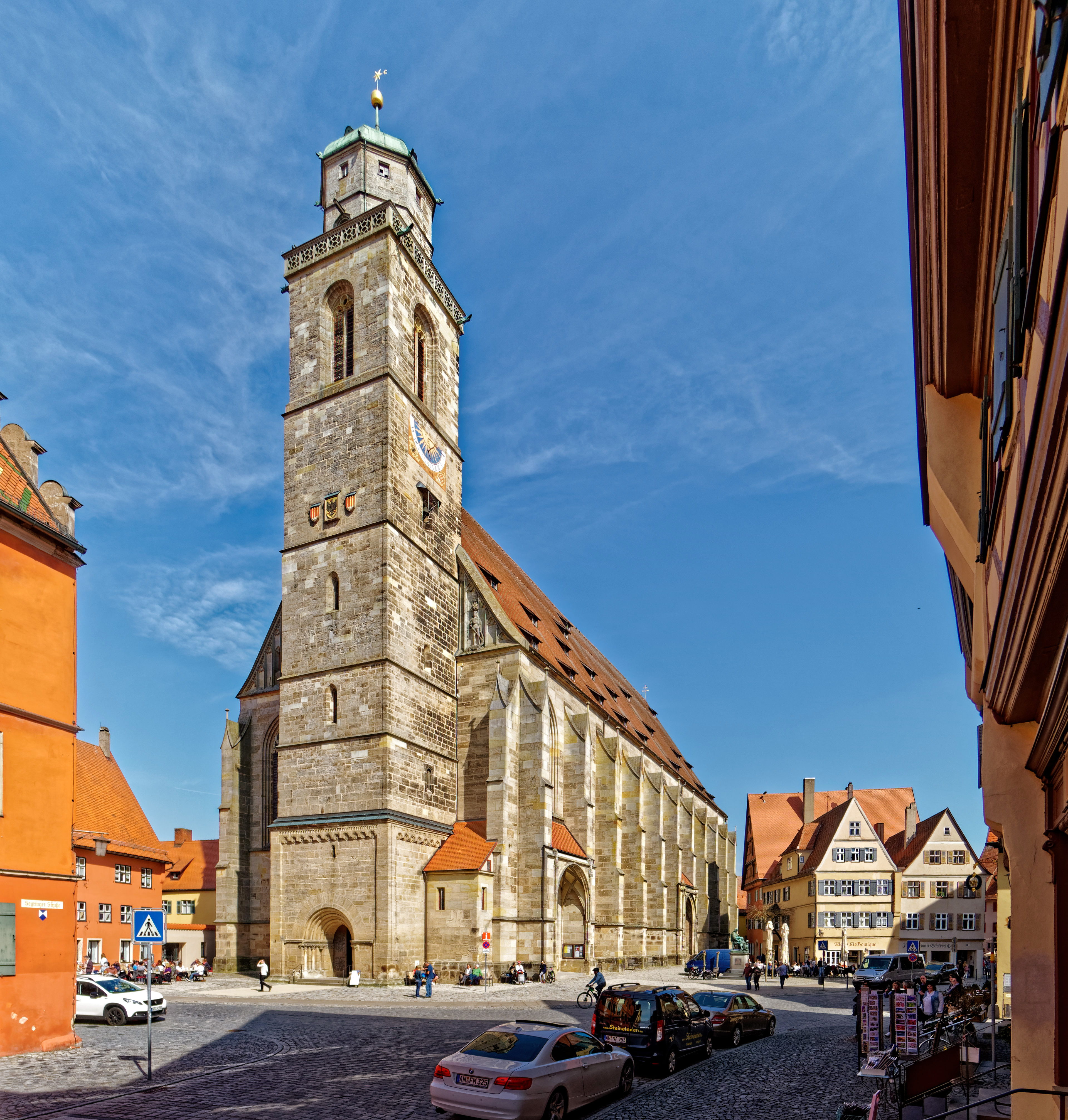
Münster St. Georg

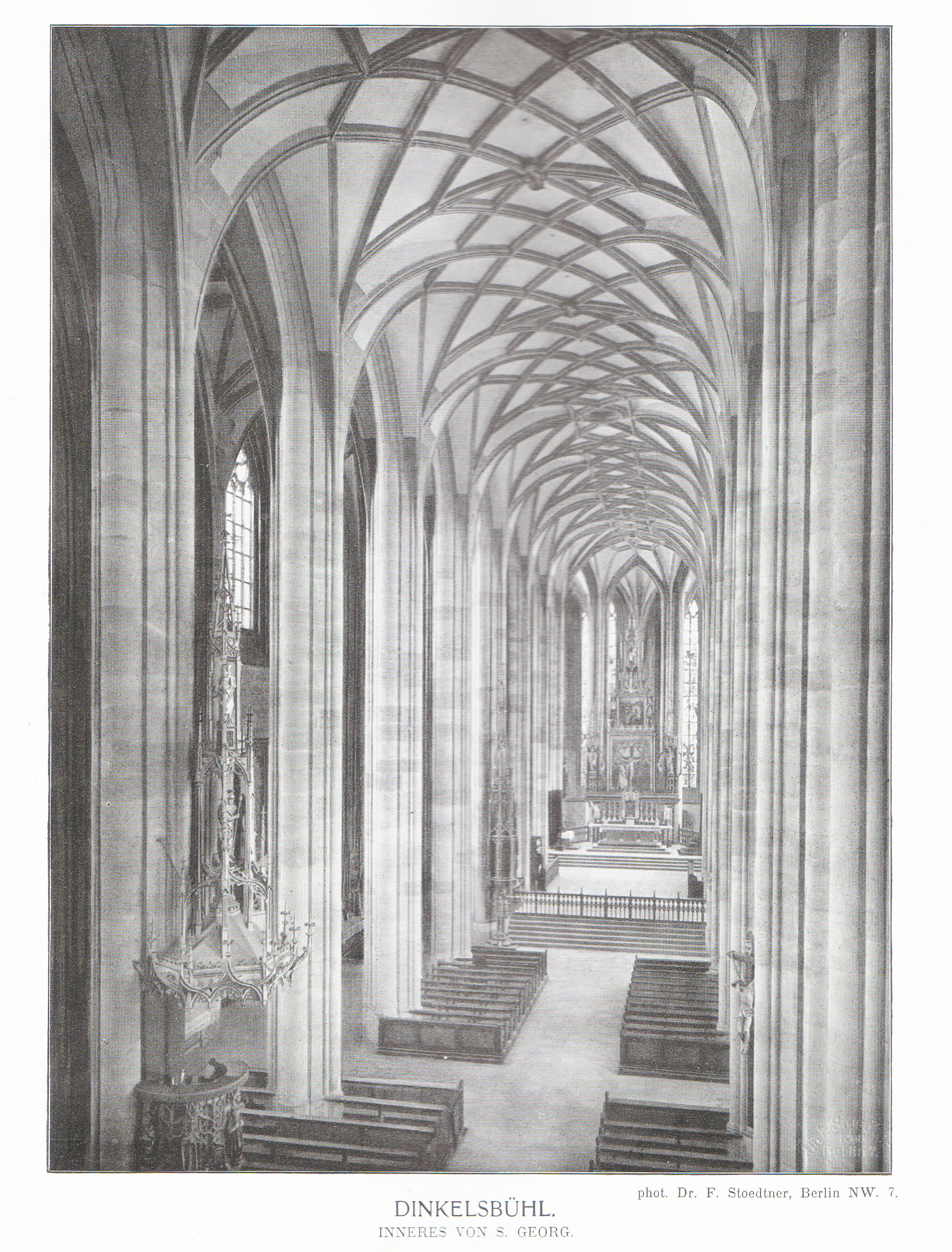
Inneres von St. Georg, um 1900

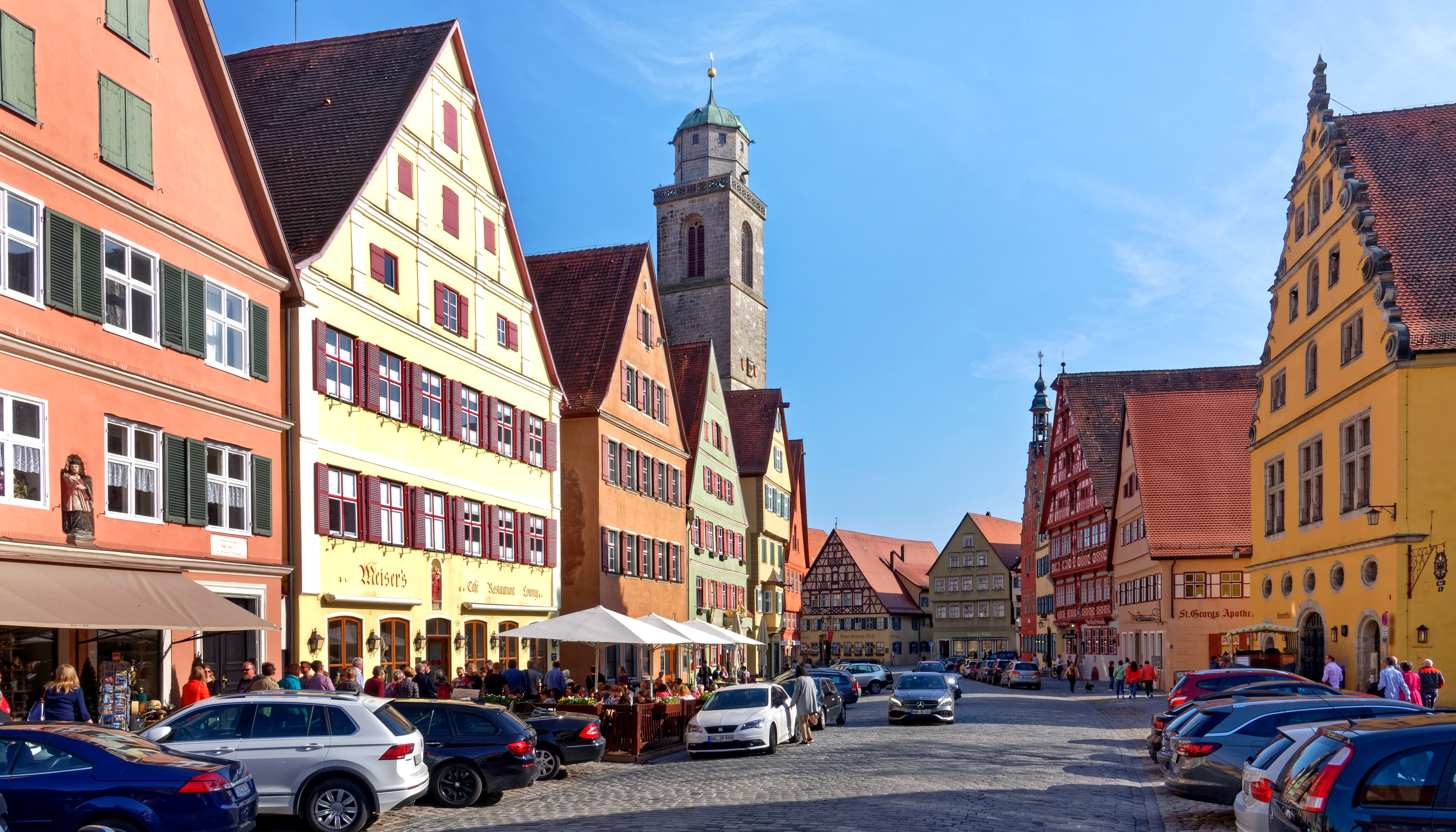
Der Weinmarkt im Zentrum der Altstadt

Dinkelsbühl liegt nahe der Grenze zu Baden-Württemberg. Die Stadt liegt an der Wörnitz im Südosten der Frankenhöhe, die im Südwestdeutschen Schichtstufenland zwischen Main und Donau zur Keuperstufe gehört. Durch eine östlich des heutigen Laufes liegende Burgsandsteinkuppe nach Westen abgedrängt, bildete die Wörnitz eine flache, dreieckige Talmulde aus, die von der Altstadt nahezu komplett ausgefüllt wird. Im Nordwesten und Südosten verläuft die Stadtmauer an der morphologischen Kante des Blasensandsteins, der jenseits des Stadtgrabens ein Plateau zwischen den Taleinschnitten zweier aus westlicher Richtung in die Wörnitz mündender Bäche ausbildet. Im nördlichen Taleinschnitt, in dem der Blasensandstein bis auf die darunter liegenden Lehrbergschichten abgespült wurde, fließt der Sauwasenbach, der durch seine angeschwemmten Sande eine noch heute bei Niedrigwasser sichtbare Furt entstehen ließ, die wohl Anreiz für eine Ortsgründung an diesem Standort war. Im Osten wird die Altstadt durch den Mühlgraben begrenzt, einen begradigten Arm der Wörnitz, jenseits dessen noch die Wörnitzvorstadt zum Dinkelsbühler Altstadtgebiet zu rechnen ist.

### Geologie
Die landwirtschaftlich ergiebigsten Böden liegen in den Talböden der Wörnitz; auch die weniger ertragreichen Böden auf dem Blasensandstein im Westen werden noch hauptsächlich landwirtschaftlich genutzt. Die Burgsandsteinhöhen im Osten der Stadt wurden kaum gerodet und sind weitgehend vom Dinkelsbühler Stadtwald Mutschach bedeckt. Da an vielen Stellen die wasserstauenden Tonschichten des oberen Keuper anstehen, ist die Teichwirtschaft von regionaltypischer Bedeutung. Noch heute wirkt die Altstadt sehr geschützt und geborgen in der Flussaue der Wörnitz, was in Form des Mottos Romantik an Wasser und Wiesen symbolhaften Charakter für die Stadt bekam.

### Nachbargemeinden
| - Landkreis Ansbach, Bayern - Feuchtwangen (Norden) - Schopfloch (Norden) - Dürrwangen (Nordosten) - Langfurth (Osten) - Wittelshofen (Südosten) - Wilburgstetten (Süden) - Mönchsroth (Südosten) | - Ostalbkreis, Baden-Württemberg - Wört (Südwesten) - Landkreis Schwäbisch Hall, Baden-Württemberg - Fichtenau (Westen) - Kreßberg (Nordwesten) |

### Gemeindegliederung
Es gibt 67 Gemeindeteile (in Klammern ist der Siedlungstyp angegeben):
- Bernhardswend (Kirchdorf)
- Beutenhof (Einöde)
- Beutenmühle (Einöde)
- Botzenweiler (Dorf)
- Burgstall (Dorf)
- Dinkelsbühl (Hauptort)
- Esbach (Weiler)
- Freundstal (Einöde)
- Froschmühle (Einöde)
- Gaismühle (Einöde)
- Gersbronn (Dorf)
- Hammermühle (Einöde)
- Hardhof (Einöde)
- Hardmühle (Einöde)
- Hausertshof (Weiler)
- Hausertsmühle (Einöde)
- Hellenbach (Dorf)
- Hohenschwärz (Dorf)
- Holzapfelshof (Weiler)
- Hungerhof (Weiler)
- Karlsholz (Weiler)
- Kemmleinsmühle (Einöde)
- Kesselhof (Einöde)
- Ketschenweiler (Weiler)
- Knorrenmühle (Einöde)
- Kobeltsmühle (Einöde)
- Langensteinbach (Dorf)
- Lohe (Weiler)
- Lohmühle b. Neustädtlein (Einöde)
- Maulmacher (Einöde)
- Mögelins-Schlößlein (Einöde)
- Mutschach (Einöde)
- Neumühle b. Radwang (Einöde)
- Neumühle b. Weidelbach (Einöde)
- Neustädtlein (Dorf)
- Oberhard (Weiler)
- Obermeißling (Weiler)
- Oberradach (Dorf)
- Oberwinstetten (Weiler)
- Pfaffenhof (Einöde)
- Radwang (Dorf)
- Rain (Dorf)
- Rauenstadt (Weiler)
- Reichertsmühle (Einöde)
- Reuenthal (Einöde)
- Rosenhof (Einöde)
- Röthendorf (Weiler)
- Rothhof (Einöde)
- Sankt Ulrich (Einöde)
- Scheckenmühle (Einöde)
- Segringen (Pfarrdorf)
- Seidelsdorf (Dorf)
- Sinbronn (Pfarrdorf)
- Sittlingen (Dorf)
- Steineweiler (Einöde)
- Tiefweg (Einöde)
- Unsinnige Mühle (Einöde)
- Untermeißling (Weiler)
- Unterradach (Weiler)
- Unterwinstetten (Dorf)
- Veitswend (Weiler)
- Waldeck (Dorf)
- Walkmühle (Weiler)
- Weidelbach (Pfarrdorf)
- Weiherhaus (Einöde)
- Weißhaus (Einöde)
- Wolfertsbronn (Dorf)

Auf dem Gemeindegebiet befanden sich die Einöden Fischhaus, Kobeltsmühle, Schießstätte,
Siebentisch und Siechhaus, heute allesamt Wüstungen.
Es gibt auf dem Gemeindegebiet die Gemarkungen Dinkelsbühl, Esbach, Hellenbach, Langensteinbach, Neustädtlein, Oberradach, Segringen, Seidelsdorf, Sinbronn, Waldeck, Waldhäuslein (Gemarkungsteil 0), Weidelbach und Wolfertsbronn. Die Gemarkung Dinkelsbühl hat eine Fläche von 14,341 km². Sie ist in 5541 Flurstücke aufgeteilt, die eine durchschnittliche Fläche von 2588 m² haben. In ihr liegen neben dem namensgebenden Ort die Gemeindeteile Gaismühle, Hammermühle, Hungerhof, Kesselhof, Lohmühle, Maulmacher, Mögelins-Schlößlein, Mutschach, Neumühle, Reichertsmühle, Unsinnige Mühle, Walkmühle, Weiherhaus und Weißhaus.

#### Die Romantische Straße
Die Topographie bot gute Voraussetzungen zur Verteidigung. Dieser Umstand sowie die Kreuzung zweier bedeutender Handelswege Ostsee-Mitteldeutschland-Italien und Worms-Prag-Krakau aus vorstädtischer Zeit, die sich an der Wörnitzfurt trafen, waren entscheidende Gründe für die staufische Befestigung Dinkelsbühls um 1130.
Es gibt Hinweise für frühmittelalterliche Verbindungen von Dinkelsbühl nach Nordwesten in Richtung Crailsheim, nach Südwesten in Richtung Ellwangen, nach Osten in Richtung Nürnberg, nach Norden in Richtung Rothenburg ob der Tauber und nach Süden in Richtung Ulm. Die Bedeutung dieser vermeintlichen „Hochstraßen“ wird zwar in der Regel überschätzt, eine davon ist jedoch heute erneut wichtig für Dinkelsbühl: Die alte Nord-Süd-Straße durch Dinkelsbühl (1236, „Dinkepole“), ein Handelsweg entlang der Täler von Tauber, Wörnitz und Lech, über die im Mittelalter auch Pilger von Norddeutschland nach Rom zogen. Diesen Abschnitt der Bundesstraße 25 taufte der Augsburger Bürgermeister Wegele 1950 aus Gründen der Fremdenverkehrsförderung Romantische Straße. Sie verbindet eine ganze Reihe von Städten mit weitreichend erhaltenen mittelalterlichen Stadtkernen, im zentralen Bereich zwischen Würzburg und Augsburg insbesondere Rothenburg ob der Tauber, Dinkelsbühl, Nördlingen im Ries und Donauwörth. Dinkelsbühl ist seit 1985 Geschäftsstellensitz der Arbeitsgemeinschaft „Romantische Straße“.

#### Altstadt

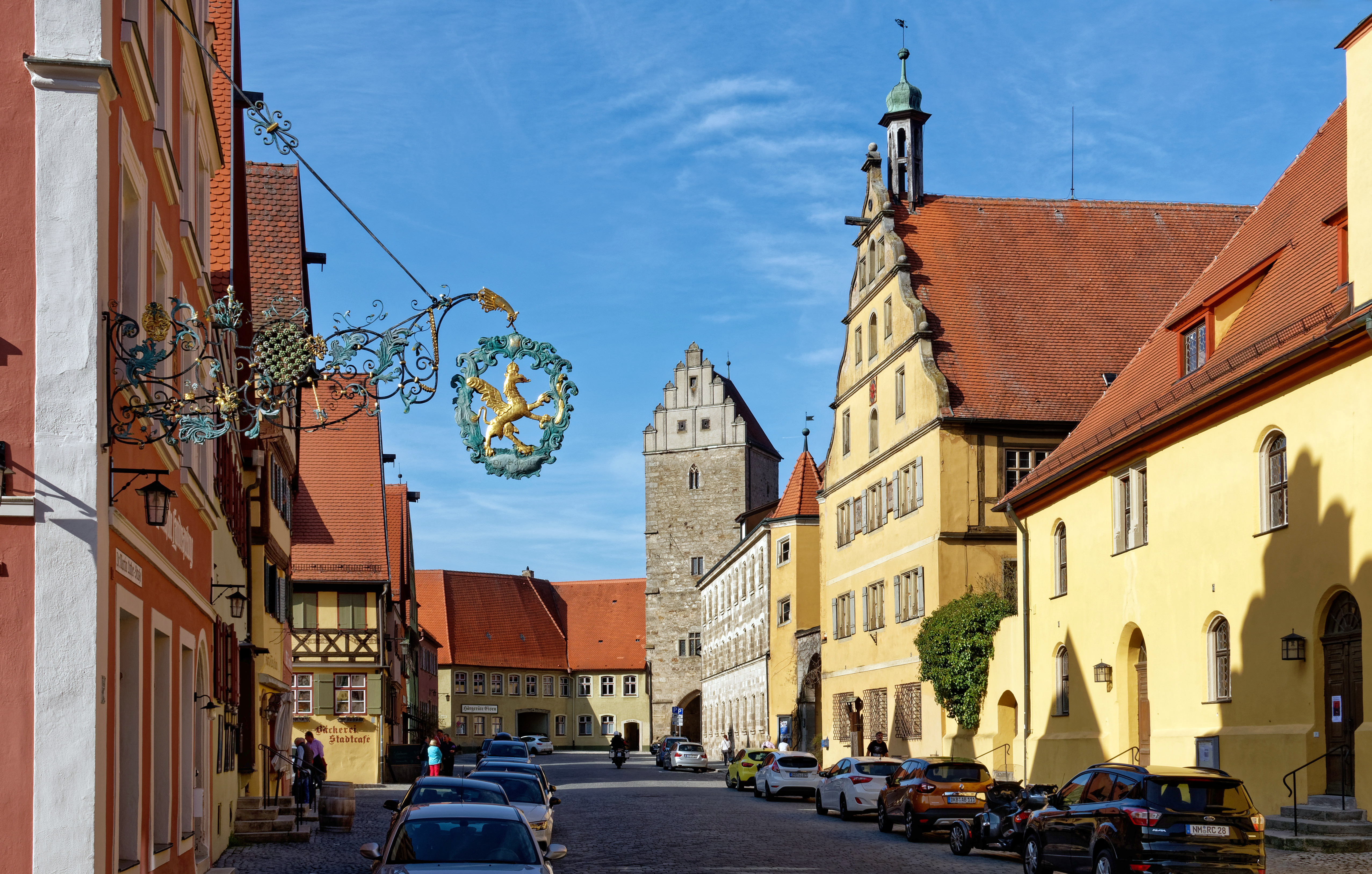
Doktor-Martin-Luther-Straße in der Altstadt mit Nasenschild

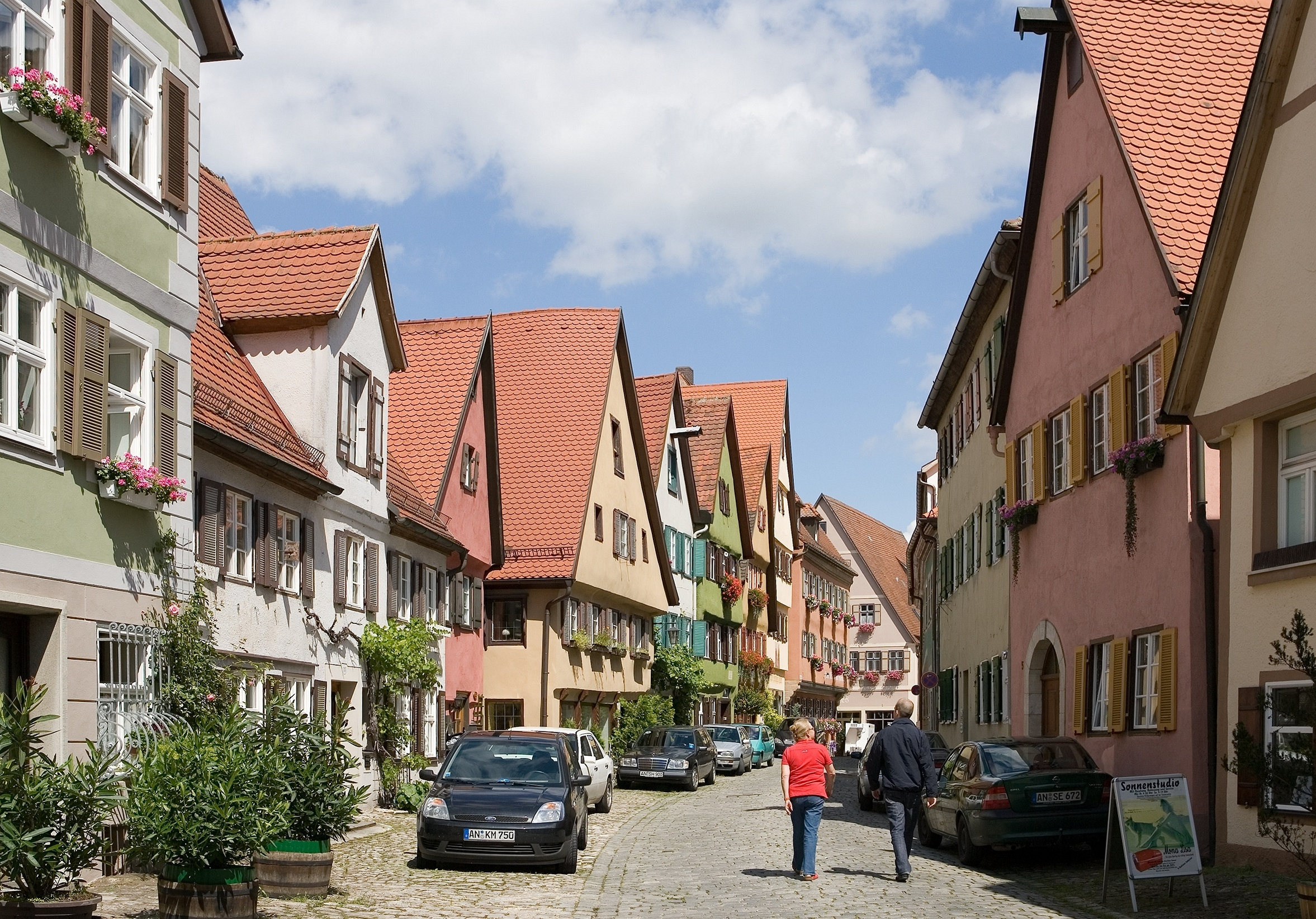
Elsasser Gasse

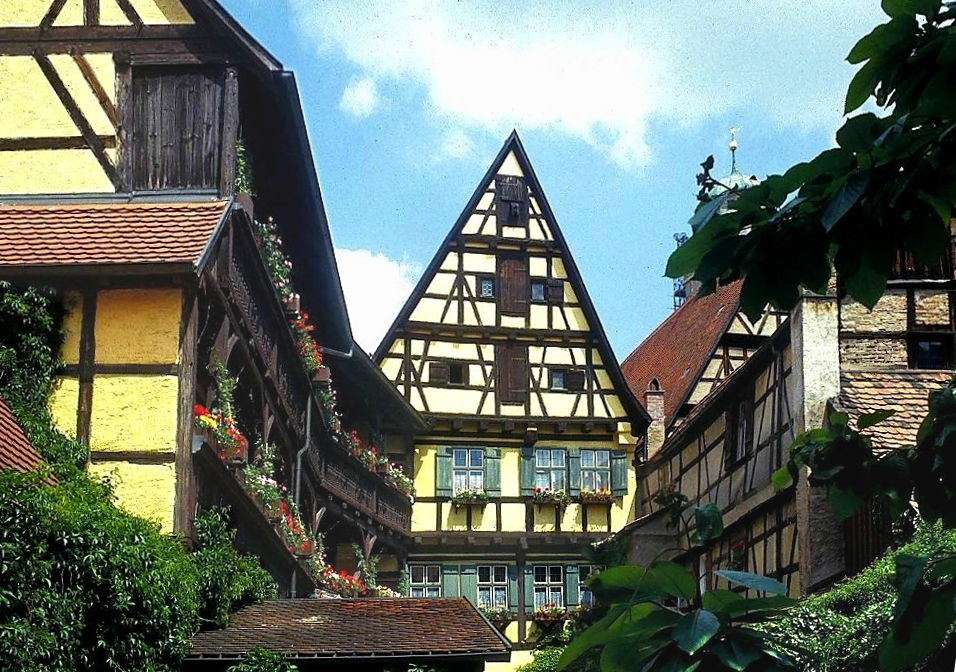
Der Hezelhof aus dem 16. Jahrhundert

Um 1130 erfolgte die erste Stadtanlage von Dinkelsbühl, die heute als Kernstadt oder innere Altstadt bezeichnet wird. Sie wurde als Stützpunkt und Bindeglied zwischen den staufischen Hausgütern ausgebaut, als die Staufer und Welfen um die deutsche Krone gerungen haben. Man geht davon aus, dass sich an der Wörnitzfurt eine Vorgängersiedlung um einen karolingischen Königshof, gegründet um 730, befunden hat.
Das umliegende Keuperwaldgebiet wurde, so schließt man aus den Ortsnamensendungen, in der späteren fränkischen Landnahme im 8. Jahrhundert besiedelt. Die wegen der günstigeren Verteidigung eiförmige damalige Stadtmauer ist noch heute im Stadtbild zu erkennen. Die sie begrenzenden Straßenzüge der Spitalgasse, der Unteren Schmiedgasse, der Föhrenberggasse und der Wethgasse verlaufen vor dem staufischen Stadtgraben, der der Ummauerung vorgelagert war. Die Stadtmauer selbst verlief innerhalb der ersten Hausblöcke, u. a. zwischen Unterer Schmiedgasse und Elsasser Gasse sowie zwischen Föhrenberggasse und Lange Gasse, wie man aus den Grundstücksgrenzen, den Hofstättenbreiten und der Bausubstanz (die staufische Stadtmauer ist Teil mancher Hauswände) sowie den archäologischen Befunden ablesen kann.
Im Gegensatz zu den meisten Stadtanlagen des 13. Jahrhunderts, beispielsweise in Rothenburg, gibt es im gewachsenen, nicht planmäßig angelegten Dinkelsbühl keinen zentralen, rechteckigen Marktplatz, sondern Marktstraßen mit zum Teil trichterförmigen Erweiterungen wie am Weinmarkt, der sich auf 36 m verbreitert. Die Straßen waren später in einzelnen Abschnitten dem Handel mit unterschiedlichen Produkten vorbehalten. Neben dem Weinmarkt war im Bereich der inneren Altstadt die heutige Segringer Straße in Brettermarkt, Hafenmarkt, Brotmarkt und Schmalzmarkt unterteilt, hinter dem Neuen Rathaus war der Schweinemarkt. Der heutige Altrathausplatz war der Viehmarkt und die gesamte innere Nördlinger Straße der Ledermarkt. Die Stauferstadt erwies sich als funktional. Sie war bereits bei der im 14. Jahrhundert vorgenommenen Stadterweiterung so leistungsfähig, dass keine Verschiebung des Stadtmittelpunkts und wirtschaftlichen Zentrums vorgenommen werden musste. Mit dem 1499 abgeschlossenen Bau der St.-Georgs-Kirche entstand das dominante Zeichen kultureller Blüte der Stadt. Das bauliche Erscheinungsbild der Altstadt hat sich seither nicht grundlegend verändert.
In der wirtschaftlichen Blütezeit der Stadt Dinkelsbühl, dem 14. und 15. Jahrhundert, wurden jenseits der staufischen Stadttore Vorstädte angelegt, wahrscheinlich in der Reihenfolge Rothenburger, Segringer, Wörnitzvorstadt und Nördlinger Vorstadt. Ab 1372 erhielt die Altstadt von Dinkelsbühl mit dem Bau der Stadtmauer ihre heutige Gestalt; die Wörnitzvorstadt wurde dabei mit Palisaden gesichert, da ihr die umgebenden Wasserflächen einen natürlichen Schutz boten. Die Rothenburger und Nördlinger Vorstadt wurden zur Hauptachse mit einer parallelen Gasse erschlossen, im Norden durch die Bauhofgasse und im Süden durch die Lange Gasse. Eng und fast ohne Freiflächen ist die Bebauung in der Wörnitzvorstadt. In der Rothenburger Vorstadt war das feuergefährliche Gewerbe (Schmiede) ansässig. Östlich der Schmiedgassen des Rothenburger Viertels liegt als eigener Komplex der Spitalhof. Die bäuerliche Nördlinger Vorstadt war wegen des Wassers im Stadtmühlgraben auch von Färbern und Gerbern besiedelt. In den locker bebauten Hanglagen der Rothenburger, Segringer und Nördlinger Vorstadt siedelten u. a. die Tuchmacher und Weber, die auf Freiflächen für ihre Trockenrahmen angewiesen waren. Außerdem standen hier das Kloster der Kapuziner sowie der Deutschordenshof; die verbliebenen Freiflächen wurden von Obstwiesen und Pferdeweiden eingenommen. Das Karmelitenkloster befand sich dagegen auf dem ältesten Kirchenplatz beim zentral gelegenen karolingischen Königshof am Ledermarkt. Anders als bei den meisten historischen Städten erfolgten alle Stadterweiterungen des 19. und 20. Jahrhunderts in Dinkelsbühl außerhalb der Altstadt. Diese wird von einer vollständigen Ummauerung umschlossen, an die sich im Westen und Süden der im Blasensandstein ausgehobene Innere Stadtgraben anschließt. Im Norden liegen vor ihr der Hippenweiher und Rothenburger Weiher mit dem Äußeren Stadtgraben und im Osten der Stadtmühlgraben mit den Überflutungsauen der Wörnitz. Die Silhouette der Stadt von der Wörnitzseite aus gesehen ist wohl die markanteste Ansicht der Stadt. Sie wirkt noch heute wie die auf Matthäus Merians Stich von 1643.
Die Gliederung der Altstadt in eine innere Altstadt und einen Erweiterungsbereich erkennt man insbesondere an der Breite der Häuserfronten der sogenannten Hofstätten. Diese misst am Marktplatz etwa 15 m, im weiteren Bereich der Kernstadt 12,5 m und in den Vorstädten 10 m oder weniger.
Das Münster St. Georg beherrscht optisch die ganze Stadt und kann als Dominanz erster Ordnung bezeichnet werden. Dominanten zweiter Ordnung sind die vier spätmittelalterlichen Tortürme, die die Altstadtteile und alle anderen öffentlichen Bauten überragen. Mit Ausnahme des Nördlinger Tors sind sie nur einspurig befahrbar, was die Erhaltung des Altstadtambientes in Konflikt mit dem motorisierten Individualverkehr bringt. Das Gliederungssystem der inneren Altstadt, insbesondere die Hauptstraßenführung parallel sowie rechtwinklig zur Wörnitz und die parallel verlaufenden Seitengassen, wurde beibehalten. Dasselbe gilt für die Abstände der Erschließungseinheiten, die jeweils genau die Länge haben, die zuvor der Entfernung der alten Stadttore zum Zentrum entsprach (ca. 150 m).
Eine Ausnahme davon bildet die Nördlinger Vorstadt, wo das neue vom alten Stadttor 300 m entfernt ist. Die Nördlinger Straße hebt sich auch baulich von den übrigen Altstadtstraßen ab, da sie ihre Richtung ändert und die Häuserfront nicht parallel zur Straße verläuft, sondern deren Häuser gestaffelt und immer ein Stück versetzt zueinander gebaut sind, was den Straßenzug zu etwas Besonderem und einprägsam macht.

### Klima

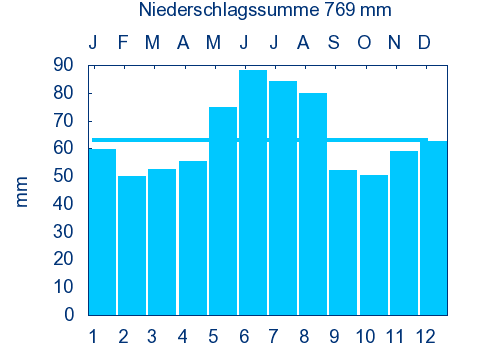
Diagramm Niederschlagsmittelwerte Dinkelsbühl (Karlsholz) für den Zeitraum von 1961 bis 1990
Niederschlagsdiagramm für Dinkelsbühl (Karlsholz) (blaue Kurve) vor den Mittelwerten (Quantilen) für Deutschland (grau)
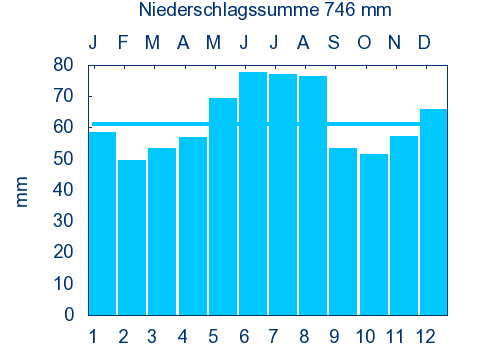
Diagramm Niederschlagsmittelwerte Dinkelsbühl (Oberwinstetten) für den Zeitraum von 1961 bis 1990
Niederschlagsdiagramm für Dinkelsbühl (Oberwinstetten) (blaue Kurve) vor den Mittelwerten (Quantilen) für Deutschland (grau)

In Dinkelsbühl beträgt die durchschnittliche Niederschlagsmenge im Jahr 769 mm (Karlsholz) bzw. 746 mm (Oberwinstetten).

## Geschichte

### Ursprung der Ansiedlung

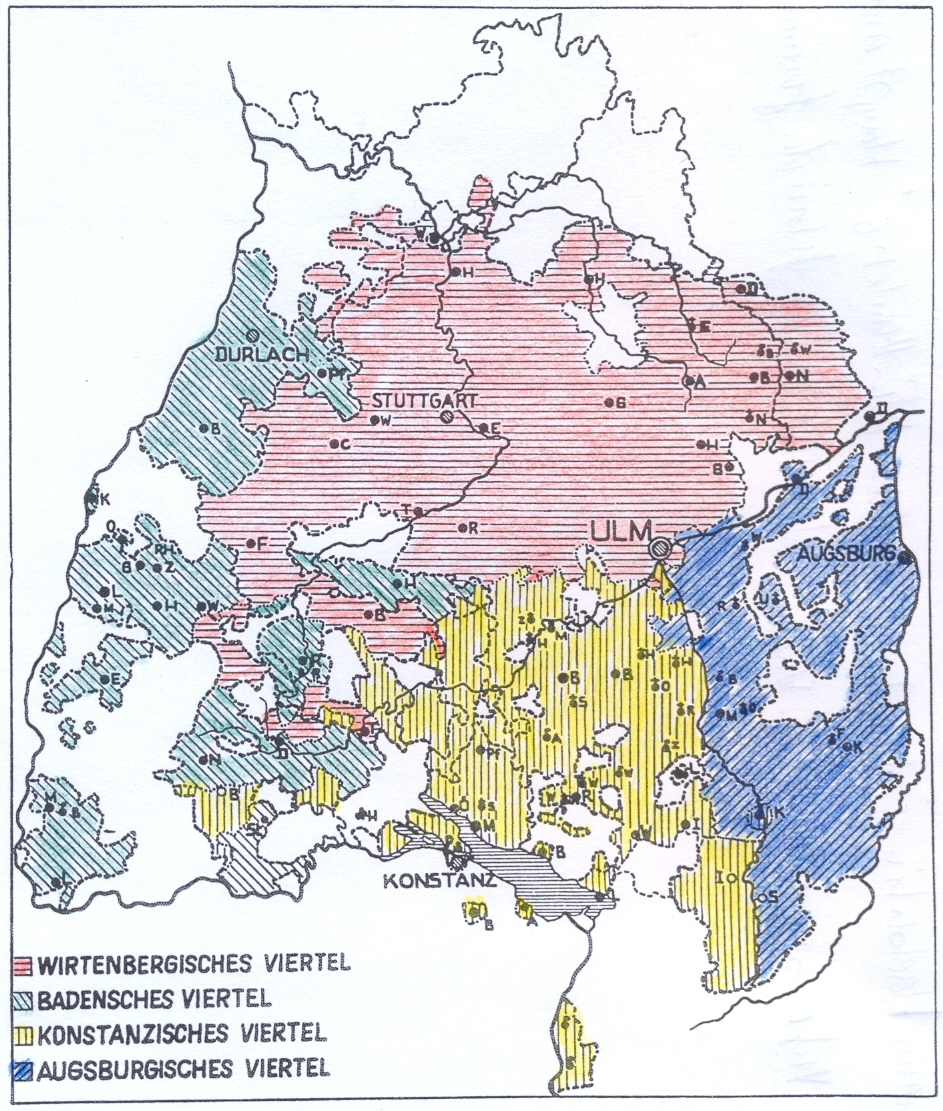
Dinkelsbühl (D) als nordöstlicher Vorposten des Schwäbischen Kreises. Rot hinterlegt ist das Württembergische Viertel.

Im 10. Jahrhundert wurde die Kreuzung der bedeutenden Handelswege Ostsee-Mitteldeutschland-Italien und Worms-Prag-Krakau nahe der Furt mit einer Turmhügelbefestigung versehen. Die von Worms kommende Straße wird gelegentlich, aber unzutreffenderweise als Nibelungenstraße bezeichnet. Die erste urkundliche Nennung der Stadt als „burgum tinkelspuhel“ erfolgte 1188 in einer Heiratsurkunde Kaiser Barbarossas für seinen Sohn Konrad von Rothenburg. Bereits damals war der Ort durch seine günstige Verkehrslage ein wichtiger Handelsplatz und staufischer Stützpunkt. Der Ortsname leitet sich vom gleichlautenden Flurnamen ab, dessen Grundwort „bühel“ (mhd. für Hügel) und dessen Bestimmungswort der Personenname „Dingolt“ bzw. „Dingolf“ ist und demnach Zum Hügel des Dingolt bedeutet.

### Reichsstadt

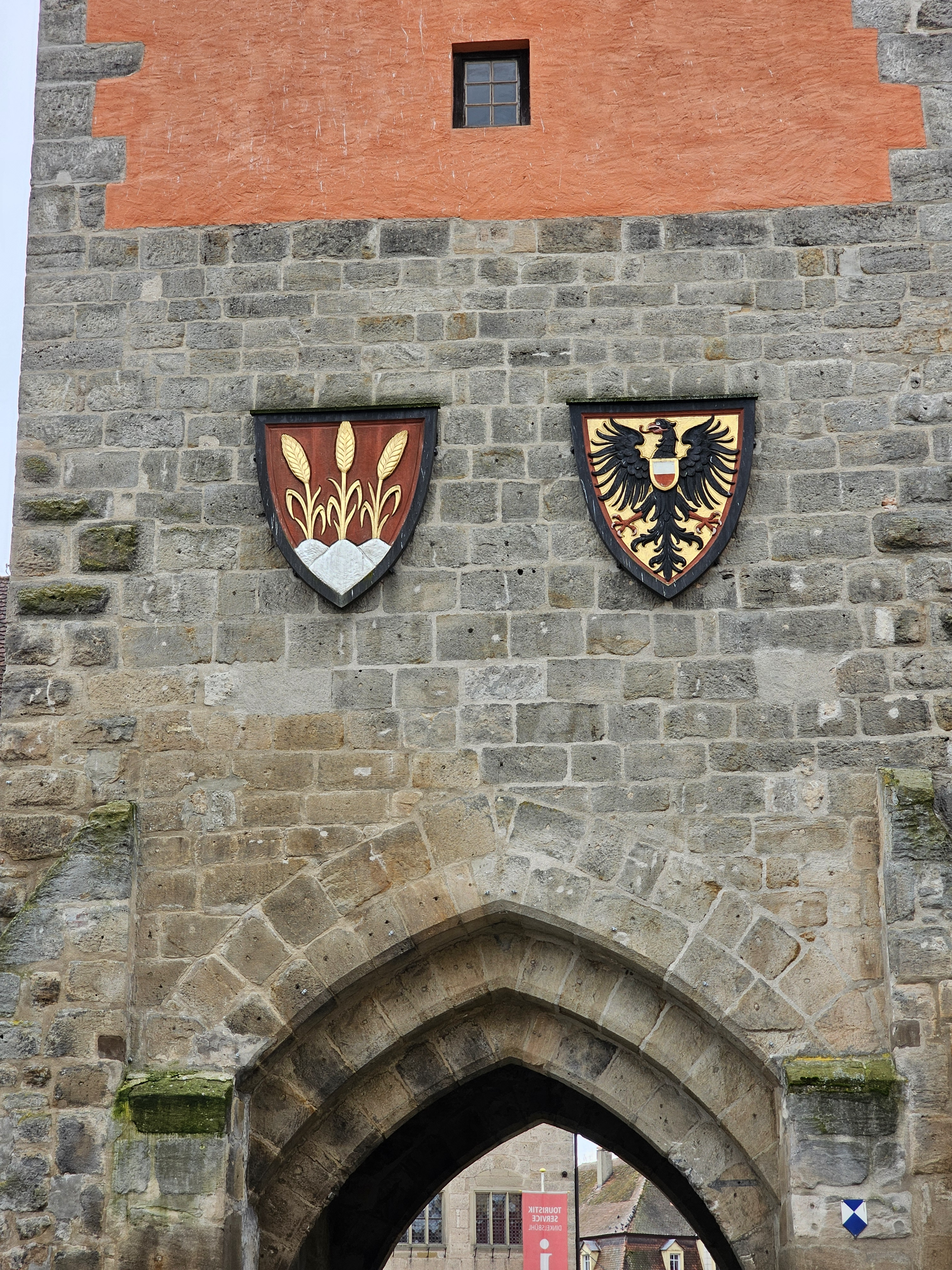
Wappen am Wörnitztor

Nach der Stauferzeit und der kaiserlosen Zeit beginnt die mittelalterliche Reichsstadtzeit.<Gerfrid Arnold: Die Reichsstadt, Dinkelsbühl Geschichte light, 2024> Das Staufererbe Dinkelsbühl, das an die Herzöge von Baiern gekommen war, übernimmt König Rudolph I. 1274 als "Unser und des Reiches Stadt". Dinkelsbühl erhält den Status der Reichsunmittelbarkeit und steigt zum Stadtstaat auf. Bürgermeister und Rat erkämpfen Schritt für Schritt Privilegien und erreichen die Wehrhoheit, die Finanz- und Gerichtshoheit und die Autonomie. Eine 8-tägige Messe belebt ab 1360 das Handwerk, überregional bedeutend sind das Wollgewerbe und Gewerbe der Sensenschmiede, auch die Fischzucht und das Schmalzgeschäft werden wichtige Handelszweige. Die Handwerker erzwingen von den Altgeschlechtern 1387 im Fastnachtsaufstand die Mitherrschaft. Sie wandeln die Oligarchie einiger wohlhabender Familien in eine Stadtrepublik um. Jetzt besitzen die Meister und Sechser der sechs gebildeten Zünfte die Regierungsmehrheit bis zu ihrer Abschaffung 1552 durch den Kaiser. Die Stadtbefestigung wird auf das dreifache der Stauferstadt erweitert. Kloster, Kirchen und Kapellen, zwei Seelhäuser, Frauen- und Männerklausen, Badstuben und Schulen bestätigen Vermögen und Wohlfahrt. Die Wehrmühle als Eckbefestigung der Stadtmauer, das Brezenfenster am Münster und die Doppel-Ostsonnenuhr mit mittelalterlicher und neuzeitlicher Zeitanzeige sind einzigartig. Trotz mehrmaliger Verpfändung durch König und Kaiser gelingt es, eine städtische Landmark und ein staatliches Territorium zu schaffen. Im Umkreis von etwa 15 Kilometern wohnen ebenso viele Landuntertanen wie Stadteinwohner. Sie müssen das Streuland verteidigen, regelmäßig finden Versammlungen der Bauern mit ihren Hauptmannschaften zur Inspektion statt. Der Stadtstaat geht mit seinen Streitkräften Bündnisse ein, setzt sich gegen die Begehrlichkeiten der angrenzenden adligen Herrschaften Oettingen und Hohenzollern erfolgreich zur Wehr, zerstört deren benachbarten Städte Feuchtwangen, Herrieden und Wassertrüdingen, muss aber auch herbe Niederlagen einstecken. Mit der Neuzeit und der Reformation beginnt der Niedergang des florierenden Stadtstaats. Im Reichstag saß die Stadt auf der Schwäbischen Städtebank. Bei der Einteilung des Reiches in Reichskreise Anfang des 16. Jahrhunderts wurde Dinkelsbühl Teil des Schwäbischen Kreises und damit einer dessen nordöstlicher Vorposten. Auch im Schwäbischen Kreis war die Stadt auf der Städtebank vertreten und nahm dort von 31 Reichsstädten den 13. Rang ein.

### 30-Jähriger Krieg

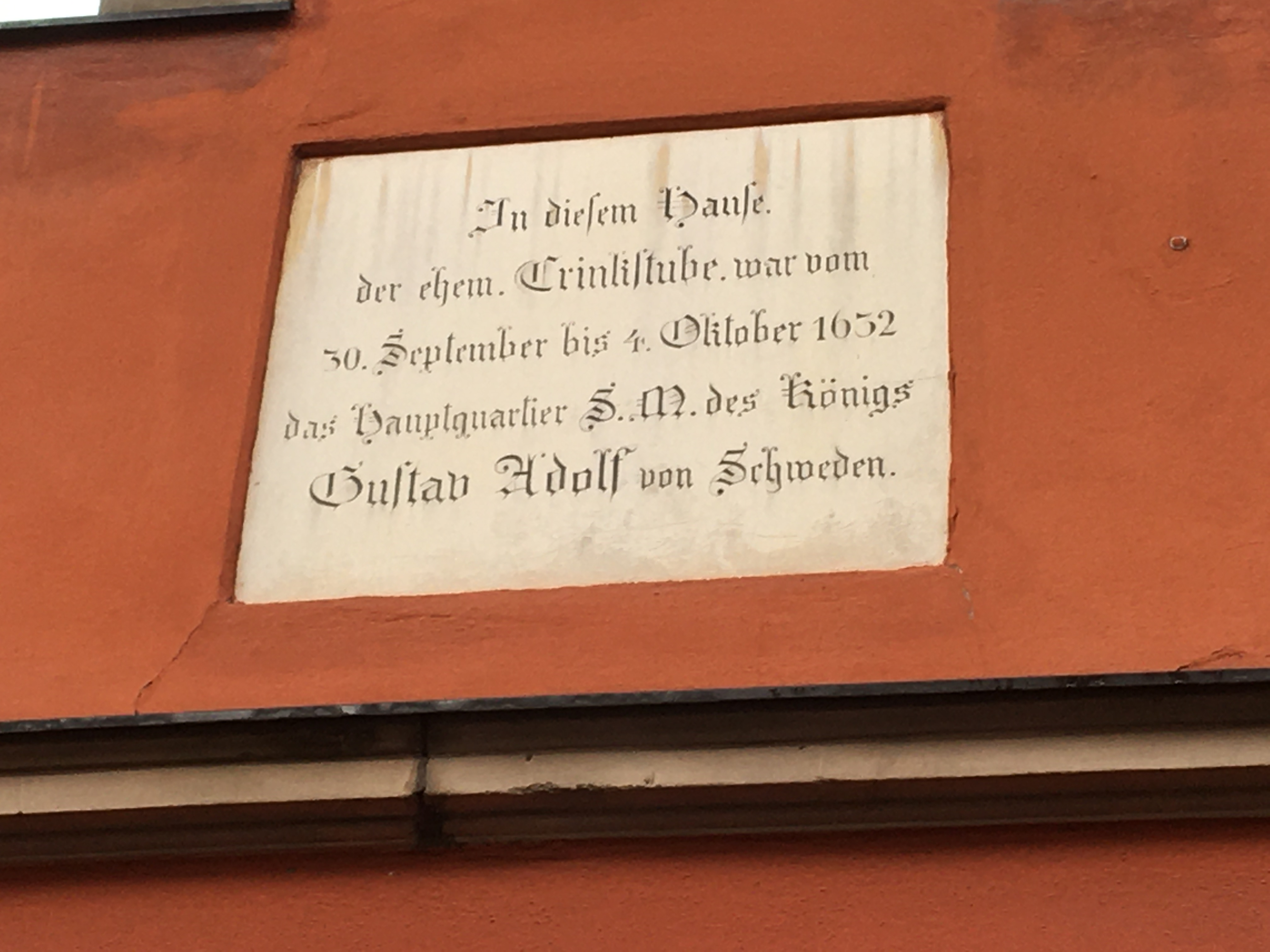
Inschrift an der ehemaligen Trinkstube in Dinkelsbühl

Mehrmals wechselten sich während des Dreißigjährigen Krieges die katholischen kaiserlichen und die evangelischen schwedischen Truppen als Besatzer ab. Die Stadt blieb von größeren Beschädigungen verschont, litt jedoch schwer unter den Kriegszahlungen. Siehe hierzu auch Erläuterungen zum Dinkelsbühler Volksfest und Historienspektakel Kinderzeche, das Ereignisse des Jahres 1632 nachspielt, im Abschnitt Musik.

### Mediatisierung bis heute
Im Jahre 1802 verlor Dinkelsbühl die reichstädtische Selbständigkeit und wurde Teil des Kurfürstentums Bayern. Durch Tausch wurde Dinkelsbühl 1804 in das preußische Verwaltungsgebiet Ansbach-Bayreuth eingegliedert, dessen zwei Vorgängerterritorien zum Fränkischen Kreis gehört hatten. Zusammen mit Ansbach-Bayreuth wurde Dinkelsbühl 1806 von Bayern annektiert, das durch die Kollaboration mit dem französischen Kaiser Napoleon gleichzeitig zum Königreich Bayern aufstieg. Bei der Einteilung Bayerns in schwäbische, fränkische und bairische Regierungsbezirke nahm man Bezug auf die früheren Reichskreise. Dinkelsbühl kam aufgrund des ansbachischen Intermezzos 1804–1806 letztendlich zum Rezatkreis, obgleich es jahrhundertelang politisch zu Schwaben gehört hatte.
Mit dem Gemeindeedikt wurde 1809 der Steuerdistrikt Dinkelsbühl gebildet. Zu diesem gehörten folgende Orte: Carmeliterhaus, Felden, Gaismühle, Hammermühle, Hirtenhaus, Hungerhof, Kobeltsmühle, Lohmühle, Mögelins-Schlößlein, Mutschach, Mutschachermühle, Neumühle, Obere Ölmühle, Radwang (z. T.), Reichertsmühle, Siebentisch, Strickerwalkmühle, Unsinnige Mühle, Weiherhaus und Weißhaus. Dinkelsbühl war eine Kreisunmittelbare Stadt, die dem Rezatkreis direkt unterstand.

### Hexenverfolgung
Von den Hexenverfolgungen in Dinkelsbühl sind zwischen 1550 und 1700 sieben Hexenprozesse mit Todesurteil von 10 Männern und 2 Frauen bekannt. Im Jahre 1611 wurden drei Frauen der Hexerei angeklagt, für das Jahr 1613 sind zwei Todesurteile, für 1645 die Hinrichtung einer evangelischen Hebamme und für die Jahre 1655 und 1656 ein größerer Serienprozess mit acht angeklagten Frauen bezeugt. Es wurde eine Frau lebendig verbrannt, acht Frauen wurden enthauptet und danach verbrannt, eine Frau wurde enthauptet und nicht verbrannt, ein Mann wurde enthauptet und verbrannt, ein Mann durch den Strang hingerichtet, eine Frau starb vor ihrer Hinrichtung in der Zelle. Tatsächlich wurden zwischen 1649 und 1709 im Ratsgericht weitere 40 Fälle von Hexenbezichtigungen verhandelt, die zu keiner Hinrichtung führten. Bezichtiger und Bezichtigerinnen wurden mit Verbannung, Gefängnis, dem Narrenhaus oder der Halsgeige bestraft und mussten Abbitte leisten. Die Aktenlage ist unvollständig, aber die Sitzungsprotokolle des Inneren und Geheimen Rates sind überliefert und wurden vom Stadtarchivar übertragen.
Im Jahre 2006 wurde eine Dauerausstellung zur Geschichte der Hexenverfolgung in Dinkelsbühl im Rothenburger Tor eröffnet.
In dem über der Tordurchfahrt gelegenen „Drudengewölbe“ fand damals die „Peinliche Befragung“ statt. Dort sind die Namen der Opfer auf Glassteinen eingraviert, die im Boden des Folterraumes eingelassen sind. Seit Mai 2012 befindet sich die Ausstellung im „Haus der Geschichte Dinkelsbühl“ im Alten Rathaus. Auf einer Ausstellungstafel sind folgende Todesopfer genannt:

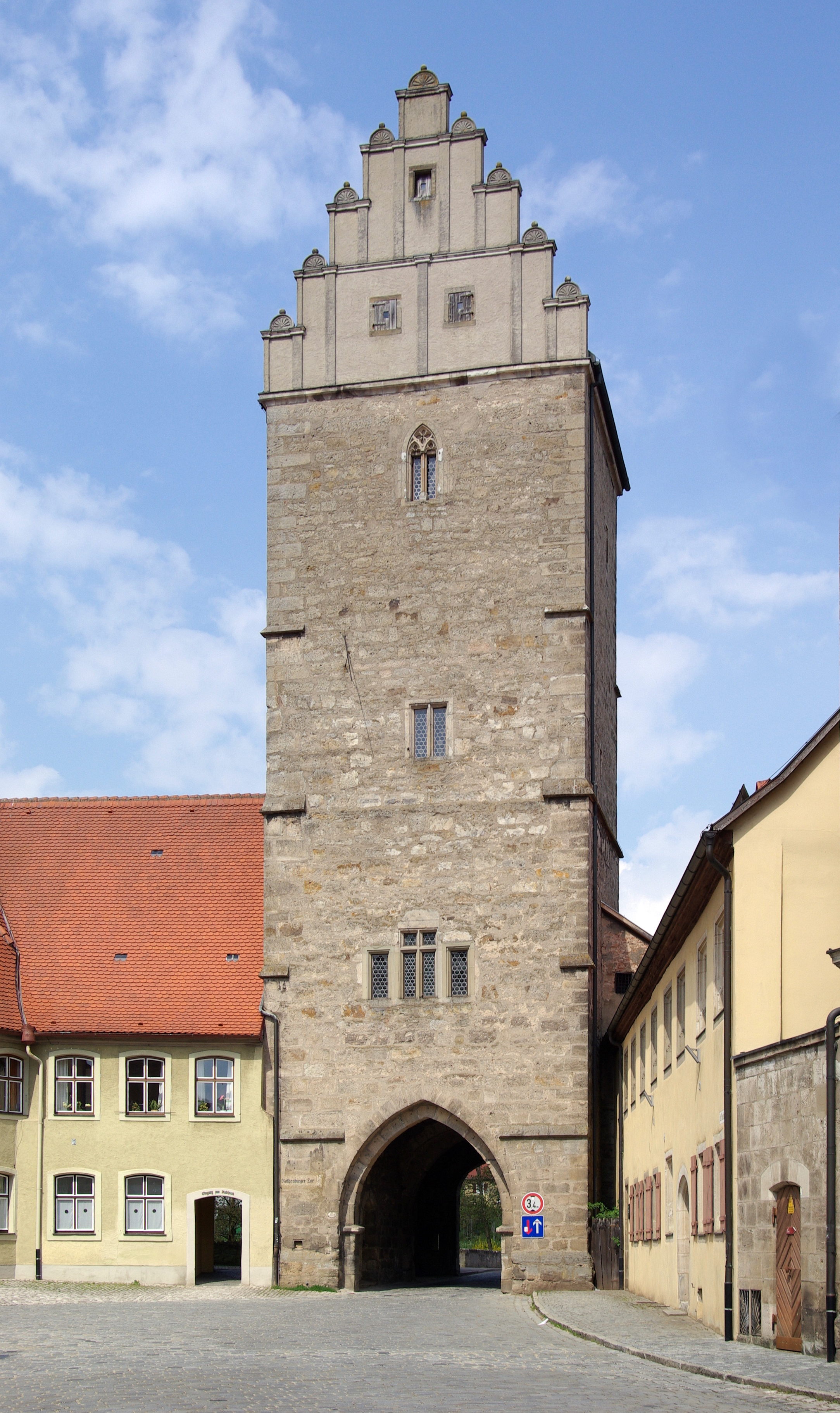
Rothenburger Tor, über der Durchfahrt Foltergewölbe und Hexenstube

| Prozess | Jahr      | Opfer                                                                                            | Beschreibung |
| ------- | --------- | ------------------------------------------------------------------------------------------------ | --- |
| 1       | 1613      | Maria Gurr, Catharina Gaßner                                                                     | Die beiden katholischen Schwestern aus Ellwangen, die nach Dinkelsbühl eingeheiratet hatten, wurden in einem Ellwanger Hexenprozess der Hexerei bezichtigt. Eine Schwester, die schwanger war, bekannte alle Vorwürfe in der gütlichen Befragung. Sie wurde nach der Entbindung lebendig verbrannt. Die andere Schwester gestand nach der Folterung durch „Aufziehen“ und wurde mit dem Schwert enthauptet und anschließend verbrannt.                                                                                                 |
| 2       | 1645      | Euphrosine                                                                                       | Die evangelische Hebamme wurde 1645 als angebliche Hexe verhaftet. Man zwang sie, katholisch zu werden. Sie wurde von einem katholischen Inneren Rat verurteilt und am 7. Juli 1645 mit dem Schwert hingerichtet und anschließend verbrannt. |
| 3       | 1655/1656 | Sibilla Bidermann, Catharina Deubler, Margaretha Link, Eva Peter, Anna Strauß, Margaretha Buckel | Eine Frau wurde von ihrem Ehemann des versuchten Giftmordes angeklagt und verhaftet. Unter der Folter beschuldigte sie ihre Mutter, ihre Schwester und weitere Frauen der Hexerei. Von den verhafteten Frauen wurden fünf mit dem Schwert hingerichtet und Margaretha Buckel starb während der Haft. Susanna Stadtmüller und Walburga Mangoldt wurden aus der Stadt verbannt, wobei die Angehörigen die Prozesskosten und ein Bußgeld bezahlen mussten. Das Urteil fällte der paritätisch besetzte evangelisch-katholische Innere Rat. |
| 4       | 1658      | Sebastian Zierer                                                                                 | Der Mann wurde von einer Nachbarin und seinem Schwiegersohn angeklagt, Beinlähmungen und Schmerzen verursacht zu haben. Unter der Folter gestand er viele Personen mit Pulver vergiftet zu haben. Er wurde wegen Hexerei zum Tode durch Enthauptung und anschließender Verbrennung verurteilt. |
| 5       | 1660/1661 | Barbara Huckler                                                                                  | Die Frau wurde beschuldigt, den Selbstmord ihrer Schwiegertochter verursacht zu haben. Obwohl der Ehemann der Bezichtigten gegen diese üble Nachrede beim Inneren Rat klagte, wurde sie wegen Hexerei verhaftet und verhört. Unter der Folter gab sie zu, Menschen mit „Drudenpulver“ vergiftet zu haben. Sie wurde ebenfalls enthauptet und verbrannt. |

### Religionen

#### Christentum
Die früh eingeführte Reformation führte zu einer reichsstädtischen evangelischen Staatskirche, die durch die nachfolgende Gegenreformation beendet wurde. Die konfessionell verfeindete, stark mehrheitliche evangelische Bürgerschaft wurde von 1552 bis zum Friedensschluss des Dreißigjährigen Kriegs von einem katholischen Magistrat regiert. Erst 1649 wurde die konfessionell gemischte Stadt paritätische Reichsstadt mit gleichberechtigten Religionen: Bürgermeister, Ratsherren und alle Ämter wurden von nun an konfessionell zahlengleich bzw. abwechselnd besetzt. Die neue Ratsverfassung hatte jedoch anhaltenden Streit zwischen den Ratsteilen und auch unter der Bürgerschaft zur Folge.
Dinkelsbühl gehört heute katholischerseits zum Bistum Augsburg, Dekanat Nördlingen, und ist evangelischerseits ein eigener Dekanatssitz der Evangelisch-Lutherischen Kirche in Bayern.
Außerdem gibt es eine Freie evangelische Gemeinde sowie die Liebenzeller Gemeinschaft. Auch Jehovas Zeugen und die Neuapostolische Kirche sind in Dinkelsbühl durch Gemeinden vertreten. Zur Volkszählung 1987 war die Bevölkerung der Stadt zu ca. 63 % evangelischen und zu ca. 33 % katholischen Glaubens. Etwas über 3 % der Bevölkerung gehören entweder anderen oder keinen Religionsgesellschaften an. Gemäß Zensus 2011 waren 57,8 % der Bevölkerung evangelisch, 29,5 % katholisch, 1,2 % orthodox und 10,9 % gehörten anderen oder keiner Religionsgemeinschaft an.

#### Jüdische Gemeinde
Juden ließen sich seit dem 13. Jahrhundert als königliche Kammerknechte und reichsstädtische Schutzverwandte in kleineren Ansiedlungen in Dinkelsbühl mehrmals nieder, was jeweils durch Ausweisung oder Verfolgung beendet wurde. Im Dreißigjährigen Krieg nahm die Stadt 1636 sechs Judenfamilien auf, der letzte Jude verzog wegen Überschuldung 1712. Danach wohnten ab 1786 wieder Juden in der Stadt, eine Einbürgerung konnte erst ab 1861 nach der Aufhebung der Judenmatrikel erfolgen. Die jüngste jüdische Gemeinde entstand hier vor 1882 mit einer Zimmersynagoge in der Klostergasse 5 bis zu den Novemberpogromen 1938. Am 9. und am 10. November suchten Rollkommandos die Wohnungen heim und verwüsteten die Synagoge. Am 10. und 11. November verließen alle 19 Frauen, Kinder und Männer „unter dem Druck der Verhältnisse“ ihre Stadtheimat, ein Mann in Abwesenheit. Zwischen 1786 und 1938 wohnten in rund einem Fünftel der Altstadthäuser Juden. Zehn in Dinkelsbühl geborene Bürger israelitischen Glaubens wurden Opfer der Shoah. Die im Jahr 2009 verlegten Stolpersteine des Künstlers Gunter Demnig vor den Wohnhäusern erinnern daran, ebenso eine Gedenktafel am Haus Klostergasse 5, wo sich außer der Zimmersynagoge auch eine Mikwe befand. Im Dezember 2013 gedachte US-Präsident Barack Obama bei der White House Hanukka Reception der Dinkelsbühler Juden. Anlass war die Verwendung eines besonderen Chanukka-Leuchters, den der 1922 in Dinkelsbühl zur Welt gekommene Manfred Ansbacher angefertigt hatte: Ansbacher, der sich in den USA Anson nannte, hatte einen Leuchter hergestellt, bei dem die Kerzen auf lauter Freiheitsstatuen stehen. Bei der White House Hanukka Reception sagte der US-Präsident, dass Anson als Jugendlicher „den Horror der Kristallnacht“ durchlebt und einen Bruder (Heinz) im Holocaust verloren hatte. Anson suchte „einen Ort, wo er frei von Furcht sein Leben führen und seine Religion praktizieren könne. Für Manfred und für Millionen andere wurde Amerika zu einem solchen Ort.“ Bei einem öffentlichen Rundgang am 9. November 2014 wurden die Stolpersteine wieder in das allgemeine Bewusstsein gerückt.

### Eingemeindungen
| Ehemalige Gemeinde | Einwohner (1970) | Datum          | Anmerkung                                                                                       |
| ------------------ | ---------------- | -------------- | ----------------------------------------------------------------------------------------------- |
| Esbach             | 96               | 1. April 1971  |                                                                                                 |
| Hellenbach         | 152              | 1. Juli 1971   |                                                                                                 |
| Knittelsbach       | 313              | 1. April 1971  | Eingliederung von 248 der 313 Einwohner, Umgliederung der anderen Einwohner nach Wilburgstetten |
| Langensteinbach    | 167              | 1. Januar 1971 |                                                                                                 |
| Oberradach         | 107              | 1. April 1971  |                                                                                                 |
| Segringen          | 284              | 1. April 1971  |                                                                                                 |
| Seidelsdorf        | 298              | 1. Juli 1970   |                                                                                                 |
| Sinbronn           | 519              | 1. Mai 1978    |                                                                                                 |
| Waldeck            | 126              | 1. April 1971  |                                                                                                 |
| Waldhäuslein       | 147              | 1. Januar 1971 | Eingliederung von 78 der 147 Einwohner, Umgliederung der anderen Einwohner nach Schopfloch      |
| Weidelbach         | 279              | 1. Mai 1978    |                                                                                                 |
| Wolfertsbronn      | 323              | 1. Januar 1971 |                                                                                                 |

### Einwohnerentwicklung
Von den 11.720 Einwohnern wohnten 1999 noch 2203 im Altstadtgebiet. Sozialstrukturell hatte die Altstadt in den letzten Jahrzehnten mit den beiden ineinander greifenden Problemen Überalterung und Abwanderung zu kämpfen. Wohnten 1966 noch 3766 Menschen im Altstadtgebiet, waren es zehn Jahre später lediglich 2753, ein drastischer Rückgang, der insbesondere eine Folge des Wegzugs junger Menschen in Neubaugebiete war. So lag in den 1970er Jahren der Anteil an über 65-Jährigen im Altstadtgebiet bei 22 %, in den Gemeindeteilen jedoch bei nur 13 %. Die Überalterung ergibt sich durch selektive Abwanderung junger Familien, die ihre gestiegenen Flächen- und Freiraumansprüche in der Altstadt nicht mehr befriedigen können und zudem mobiler sind als ältere Menschen. Die Stadt wirkte dem Problem insbesondere entgegen, indem man die Grünflächen vor der Altstadt durch den Bau neuer Altstadtzugänge besser erreichbar machte. Es gibt jedoch im Altstadtgebiet selbst keinen öffentlichen Kinderspielplatz – der Spielplatz am Muckenbrünnlein gehört zu einer kirchlichen Einrichtung und ist nicht öffentlich zugänglich. Der altstadtnächste öffentliche Spielplatz ist zwar durch das Bleichtor relativ schnell erreichbar, reichte jedoch nicht aus für die gesamte Altstadtbevölkerung. In den letzten Jahren wurden deshalb Ergänzungen mit einer Rutsche auf dem Gelände der Christoph-von-Schmid-Grundschule und im Stadtpark nordwestlich der Mauern angelegt.
Im Zeitraum von 1988 bis 2018 stieg die Einwohnerzahl von 10.668 auf 11.825 um 1157 Einwohner bzw. um 10,9 %.

Einwohnerentwicklung wie in der Tabelle angegeben nach Gebietsständen von 1890 bis 2017

| Jahr | ohne            | mit             |
| Jahr | Eingemeindungen | Eingemeindungen |
| ---- | --------------- | --------------- |
| 1890 | 04.496          |                 |
| 1900 | 4.573           |                 |
| 1910 | 04.800          |                 |
| 1925 | 5.067           |                 |
| 1933 | 5.155           |                 |
| 1939 | 04.809          | 07.268          |
| 1940 | 4.798           |                 |
| 1950 |                 | 10.714          |
| 1961 | 7.874           | 10.546          |
| 1970 | 8.034           | 10.711          |
| 1979 |                 | 10.761          |
| 1991 |                 | 11.271          |
| 1995 |                 | 11.515          |
| 1999 |                 | 11.543          |
| 2000 |                 | 11.549          |
| 2001 |                 | 11.606          |
| 2002 |                 | 11.605          |
| 2003 |                 | 11.665          |
| 2004 |                 | 11.672          |
| 2005 |                 | 11.616          |
| 2006 |                 | 11.584          |
| 2007 |                 | 11.515          |
| 2008 |                 | 11.455          |
| 2009 |                 | 11.443          |
| 2010 |                 | 11.482          |
| 2011 |                 | 11.546          |
| 2012 |                 | 11.287          |
| 2013 |                 | 11.315          |
| 2014 |                 | 11.389          |
| 2015 |                 | 11.538          |
| 2017 |                 | 11.786          |

## Politik

### Bürgermeister
Amtsinhaber Christoph Hammer wurde bei den Kommunalwahlen in Bayern 2014 am 16. März mit 73,62 Prozent wiedergewählt. Die anderen Parteien oder politischen Gruppierungen hatten 2014 keinen Gegenkandidaten nominiert.
Zu den Amtsinhabern von 1390 bis 1818 siehe Liste der Bürgermeister von Dinkelsbühl.
| Ludwig Friedrich Stobäus  |       | Bürgermeister                                                       | 1818–1822                           | |
| Friedrich Döderlein       |       | Bürgermeister                                                       | 1822–1828                           | |
| August Raab               |       | Bürgermeister                                                       | 1828–1846                           | |
| August Merz               |       | Bürgermeister                                                       | 1846–1849                           | |
| Oskar Raab                |       | Bürgermeister                                                       | 1849–1853                           | |
| Michael Schobert          |       | Bürgermeister                                                       | 1853–1881                           | |
| Ludwig Sternecker         |       | Bürgermeister                                                       | 1882–1913                           | |
| Rudolf Götz               | DNVP  | Bürgermeister                                                       | 1913–1935                           | |
| Fritz Lechler             | NSDAP | Bürgermeister                                                       | 1935–1937 Stellvertreter; 1937–1945 | |
| August Landenberger       |       | von Militärregierung als geschäftsführender Bürgermeister entbunden | am 23. Mai 1945                     | |
| Karl Ries Sen.            | SPD   | Bürgermeister                                                       | 1945–1952                           | Ernennung zum Bürgermeister durch die amerikanische Militärregierung am 22. Mai 1945. Bestätigung bei den Kommunalwahlen 1946 und 1948. |
| Rudolf Schmidt            | CSU   | Bürgermeister                                                       | 1952–1961                           | |
| Friedrich Höhenberger     | CSU   | Bürgermeister                                                       | 1961–1967                           | |
| Ernst Schenk              | CSU   | Bürgermeister                                                       | 1967–1979                           | |
| Jürgen Walchshöfer        | CSU   | Bürgermeister                                                       | 1979–1997                           | |
| Otto Sparrer              | FW    | Oberbürgermeister                                                   | 1997–2003                           | |
| Christoph Hammer (* 1961) | CSU   | Oberbürgermeister                                                   | seit November 2003                  | |

### Stadtrat
Der Stadtrat Dinkelsbühls hat 24 Mitglieder. Die Sitzverteilung nach den Kommunalwahlen 2002, 2008, 2014 und 2020 zeigt die folgende Tabelle:
| Jahr | CSU | SPD/ Unabhängige Bürger | Grüne | Freie Wähler Stadt | Wählergruppe Land | Gesamt   |
| 2002 | 11  | 4                       | 1     | 3                  | 5                 | 24 Sitze |
| 2008 | 10  | 5                       | 2     | 3                  | 4                 | 24 Sitze |
| 2014 | 8   | 5                       | 3     | 5                  | 3                 | 24 Sitze |
| 2020 | 9   | 3                       | 4     | 5                  | 3                 | 24 Sitze |

### Wappen und Flagge
Wappen
| Wappen von Dinkelsbühl | Blasonierung: „In Rot ein silberner Dreiberg, aus dessen drei Gipfeln je eine goldene Ähre wächst.“ |
| Wappen von Dinkelsbühl | Wappenbegründung: Die Dinkelähren stehen redend für den Ortsnamen, der sich eigentlich aber von dem Personennamen Thingolt oder Ding (=Gerichtsstätte) herleitet. Ebenso steht der Dreiberg redend für den Ortsnamen (bühl = Hügel). Dieses Wappen wird seit dem 14. Jahrhundert geführt. |

Flagge
Die Gemeindeflagge ist weiß-rot.

### Städtepartnerschaften, Patenschaften, Integration
Die Stadt pflegt zu verschiedenen Städten Partnerschaften:
- Edenkoben, Deutschland
- Porvoo, Finnland
- Guérande, Frankreich
- Sighișoara, Rumänien
- Jingjiang, Volksrepublik China

Dinkelsbühl übernahm 1952 die Patenschaft für die vertriebenen Bewohner aus der Stadt und dem Kreis Mies im Sudetenland, die aufgrund der Beneš-Dekrete 1946 ihre Heimat verlassen mussten.
Mit dem Verband der Siebenbürger Sachsen unterhält die Stadt seit dem 25. Mai 1985 eine Partnerschaft, die die Siebenbürger Sachsen in der ganzen Welt umschließt. Der Verband, der damals noch als Landsmannschaft der Siebenbürger Sachsen firmierte, veranstaltete 1951 den ersten Heimattag in der Stadt. Das Treffen findet seitdem alljährlich zu Pfingsten in Dinkelsbühl statt.
1997 wurde die Stadt in Würdigung der gefestigten Beziehungen zum Verband der Siebenbürger Sachsen und der Leistungen bei der Eingliederung der Neuankömmlinge mit der Goldenen Plakette beim Bundeswettbewerb „Vorbildliche Integration der Aussiedler“ geehrt.
Zur Stadt Schmalkalden in Thüringen gibt es freundschaftliche Verbindungen.

## Kultur und Sehenswürdigkeiten

### Theater und andere Einrichtungen
- Landestheater Dinkelsbühl
- Jazzclub Dinkelsbühl
- Theater- und Kulturring Dinkelsbühl

### Museen

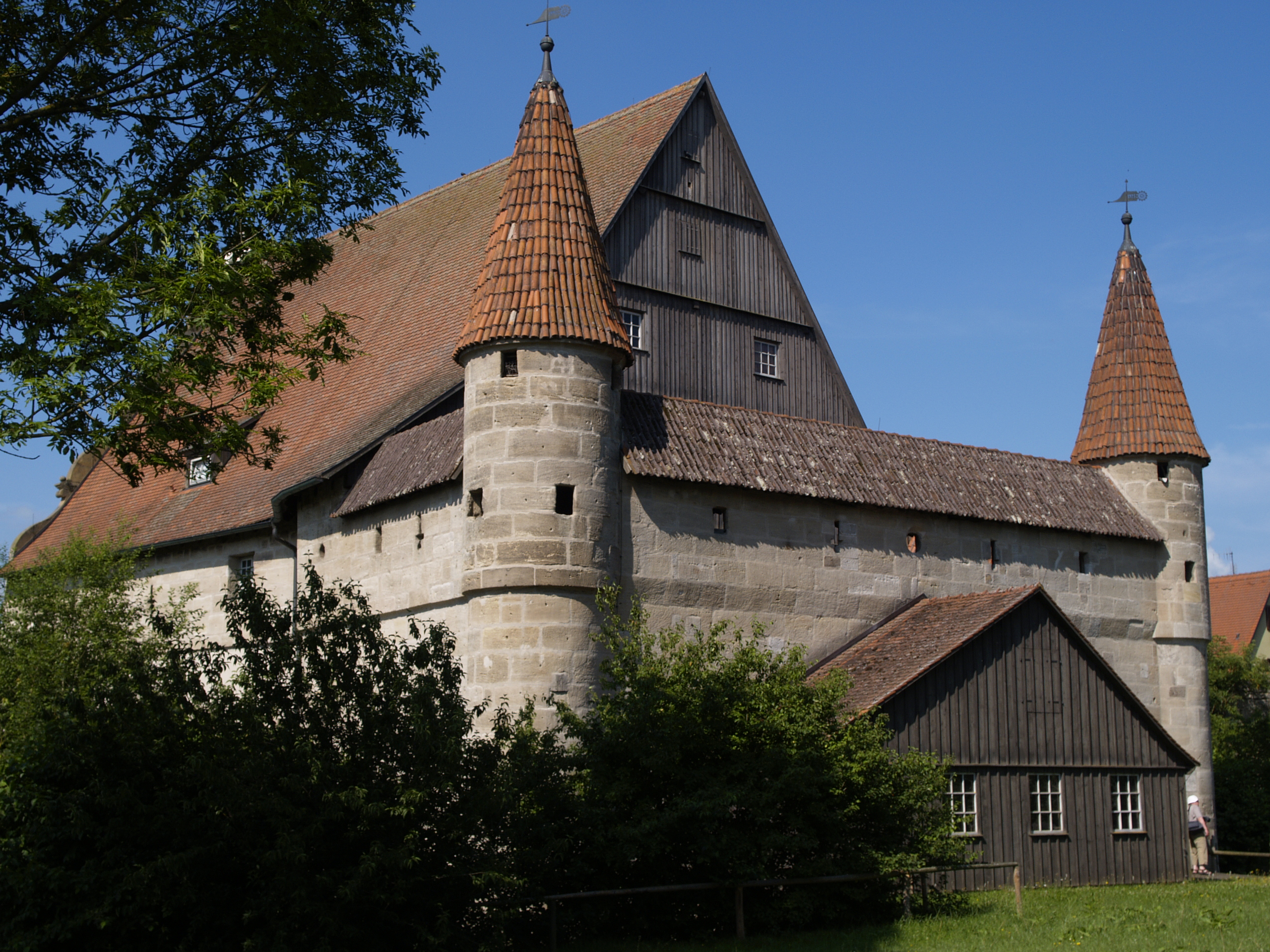
Die Stadtmühle mit dem Museum 3. Dimension

- Haus der Geschichte Dinkelsbühl von Krieg und Frieden im „Steinhaus“ bzw. Alten Rathaus am Altrathausplatz
- Museum 3. Dimension in der Alten Stadtmühle
- Historische Graphik Werkstatt
- Mies-Pilsner-Heimatmuseum
- Kinderzech’-Zeughaus
- Ausstellung zur Hexenverfolgung in den Kellergewölben im Haus der Geschichte Dinkelsbühl von Krieg und Frieden

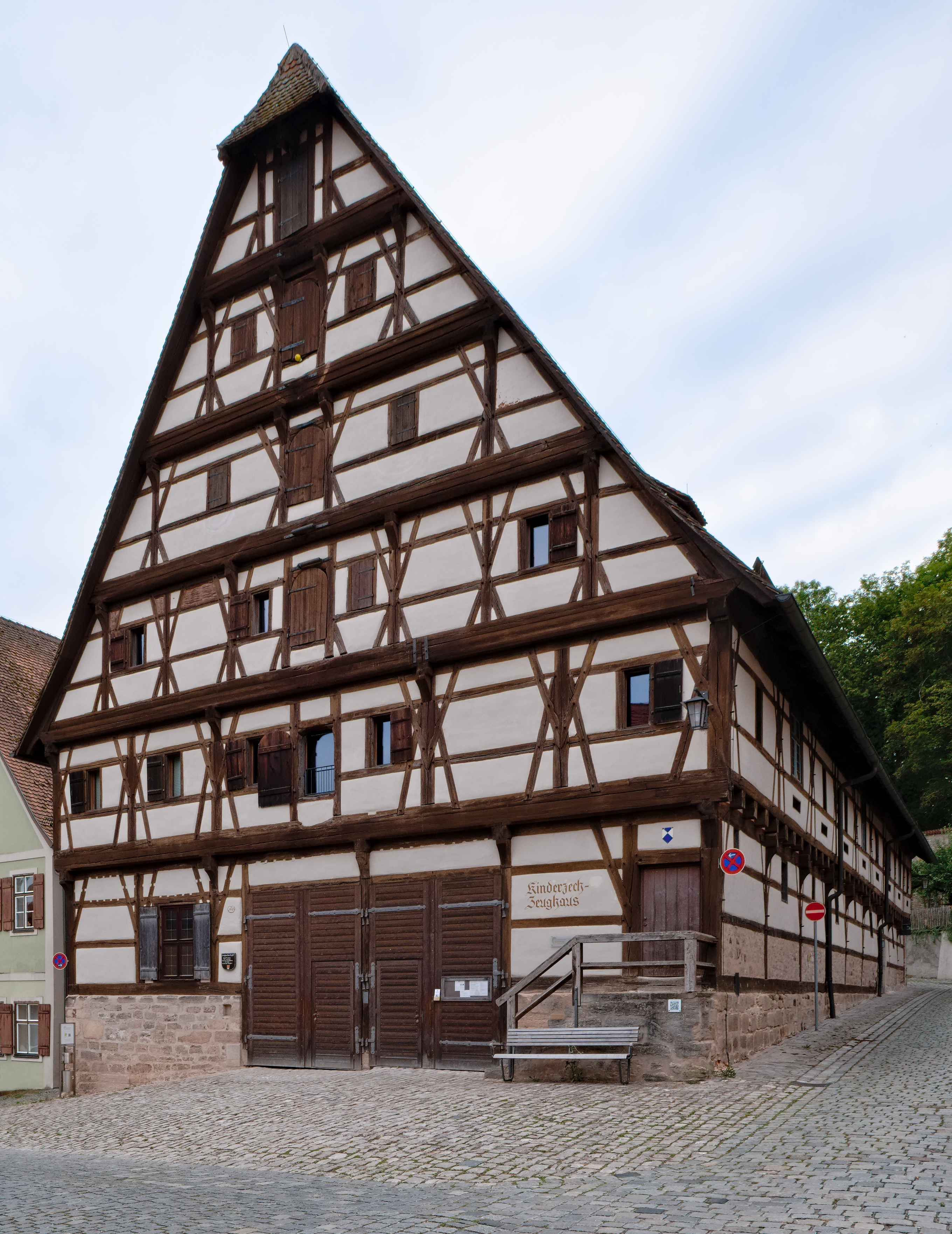
Das Kinderzech’-Zeughaus in der Oberen Schmiedgasse

### Öffentliche Veranstaltungsorte
- Großer und kleiner Schrannenfestsaal in der Schranne von 1609 mit darunter liegendem
- Schrannenkeller (wöchentlich vom Jazzclub genutzt)
- Konzertsaal und Kunstgewölbe im Spitalhof
- Konzertsaal der Berufsfachschule für Musik des Bezirks Mittelfranken
- Beschirmte Freilichtbühne des Landestheaters in Künßberggarten

### Musik
Die Dinkelsbühler Knabenkapelle ist eine historische, einer Musikschule vergleichbare Einrichtung der Stadt. In erster Linie durch das Heimatfest „Kinderzeche“ bekannt, kann sie auf eine lange Tradition zurückblicken. „Unsere Buben“ – so werden sie in der Stadt genannt – sind zwischen 10 und 18 Jahre alt. Sie werden von städtischen Musiklehrern ausgebildet und zeigen ihr Können auch auf Gastspielreisen im In- und Ausland. Gegenwärtig stehen zwei Besetzungen für Gastspiele zur Verfügung – eine große mit ca. 90 Musikern, gegliedert in ein Trommlerkorps mit 30 Buben und ein Musikkorps mit 60 Buben, und eine kleinere Besetzung mit ca. 50 Musikern. Das Repertoire reicht von klassischen Märschen und Fanfaren bis zu modernen Jazz- und Poparrangements. Die heutige Knabenkapelle ist in ein Anfänger-Orchester, ein B-Orchester und ein A-Orchester gegliedert.
Weitere Vereinigungen:
- Dinkelsbühler Madrigalchor
- Sängervereinigung Concordia 1831
- Stadtkapelle Dinkelsbühl
- Reiterliche Jagdhornbläser Dinkelsbühl
- Blaskapelle Eigner
- D’Accord, das Klassikfestival

### Bauwerke

#### Häuser
Das „Europäische Kulturdenkmal“ Dinkelsbühl umfasst die Altstadt mit insgesamt 780 Häusern. Davon sind 77 % älter als ca. 350 Jahre, 44 % und damit fast die Hälfte der Häuser haben einen spätmittelalterlichen Baubeginn bis ca. 1500 – eine beispiellose Bilanz in Süddeutschland. Gut erforscht sind die Berufe der Hausbewohner ab ca. 1700.

#### Historische Bauwerke und Museen

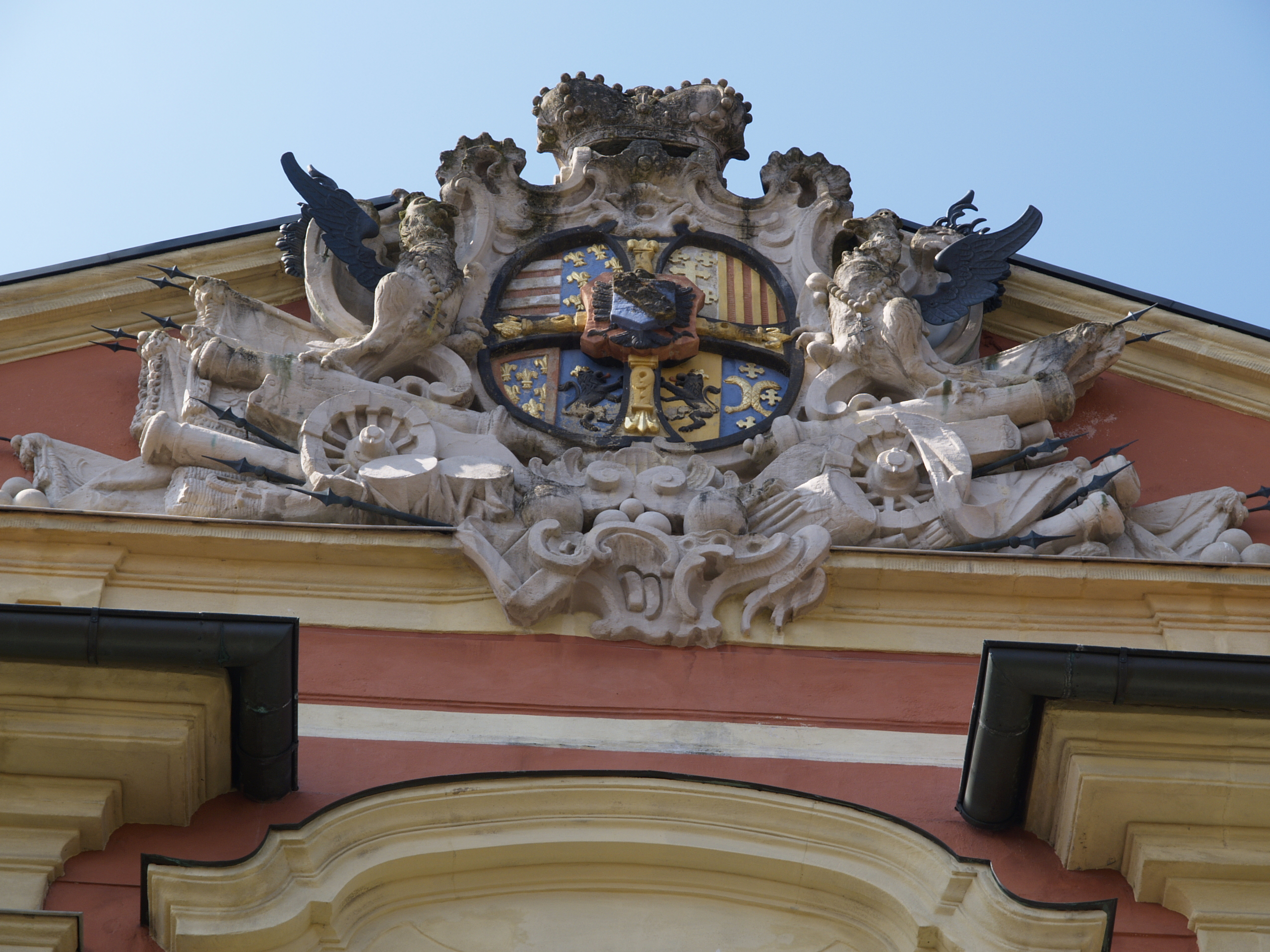
Der Giebel des Deutschordensschlosses zeigt das Wappen des Bauherrn Karl Alexander Herzog von Lothringen

- Katholisches Münster St. Georg, eine der bedeutendsten spätgotischen Hallenkirchen Süddeutschlands mit romanischem Turmportal
- Evangelisch-lutherische St.-Pauls-Kirche, 1840–1843 als querschiffige Saalkirche mit Empore im historisierenden, damals byzantinisch genannten Stil an Stelle der Karmeliter-Klosterkirche am ältesten Dinkelsbühler Kirchenplatz (Alte Kapelle) erbaut. Ein Architekturbeispiel für einen formreinen Historismus. Die Neugestaltung des Innenraums erfolgte 1992/93.[56] Vor der Kirche steht seit dem 12. Oktober 2013 eine Stauferstele.[57]
- Barockes Karmelitenkloster, 1803 säkularisiert und 1813 an die evangelische Kirchengemeinde verkauft. Heute Evangelischer Kindergarten, Evangelisches Gemeindehaus und Berufsfachschule für Musik des Bezirks Mittelfranken
- Kapuzinerkloster, 1622 errichtet, 1803 säkularisiert. Heute Wallfahrtskirche.
- Ehemaliges Heilig-Geist-Spital, ein großer Baudenkmal-Komplex, dessen Einzelgebäude heutzutage ganz unterschiedlichen Zwecken dienen.
- Evangelisch-Lutherische Heiliggeistkirche im ehemaligen Heilig-Geist-Spital, um 1280 als Hospitalkirchensaal erbaut, um 1310 Chor- und Schifferweiterung, um 1445 heutiger Bau. Aus dem Jahr 1537 stammt der evangelische einmalige, ursprüngliche Schrift-Bild-Altar.[58] Nach dem Verbot des evangelischen Gottesdienstes durch den katholischen Rat ab 1555 war die Spitalkirche erst seit 1567 wieder evangelisch. 1771–1774 wurde das Innere zu einer klassizistisch beeinflussten Spätrokokokirche mit doppelten Emporen und einem Muldengewölbe umgestaltet. Das für eine evangelische Kirche seltene Deckengemälde, das Predigtfresko „Erlösung“, wurde 1774 von Johann Nepomuk Nieberlein aus Ellwangen angefertigt.[59]
- Barockes Deutschordensschloss mit Rokokohauskapelle
- Deutsches Haus, mit üppigem Zierfachwerk und Schnitzereien
- Altes Rathaus (als Steinhaus 1361 genannt, Rathaus um 1490–1855), aus zwei im Kern staufischen Gebäuden bestehend zu einer Hofanlage ausgebaut.[60] Historisches Museum Haus der Geschichte Dinkelsbühl von Krieg und Frieden, Hexenverfolgung in Kellerräumen
- Historische Stadtmühle beim Nördlinger Tor, ist eine europäisch einzigartige Wehrmühle, die mit dem Wehrgang Teil der Stadtbefestigung war. Von 1378 bis 1600 auf einem vermuteten Vorgängerbau errichtet.[61] Sie beherbergt das Museum 3. Dimension
- Kornhaus beim Bauhof, Kinderzech’-Zeughaus, begehbares Magazin und Museum der Kinderzeche
- Friedhof der St.-Vinzenz-Kirche in Segringen, denkmalgeschützt, mit einheitlichen, schwarzen Holzkreuzen und Blattgold-Beschriftung
- Hezelhof: Patrizierhaus aus dem 16. Jh. mit schönem Innenhof und dreigeschossiger Holzgalerie (Bild)

#### Mauertürme und Stadttore der Stadtmauer

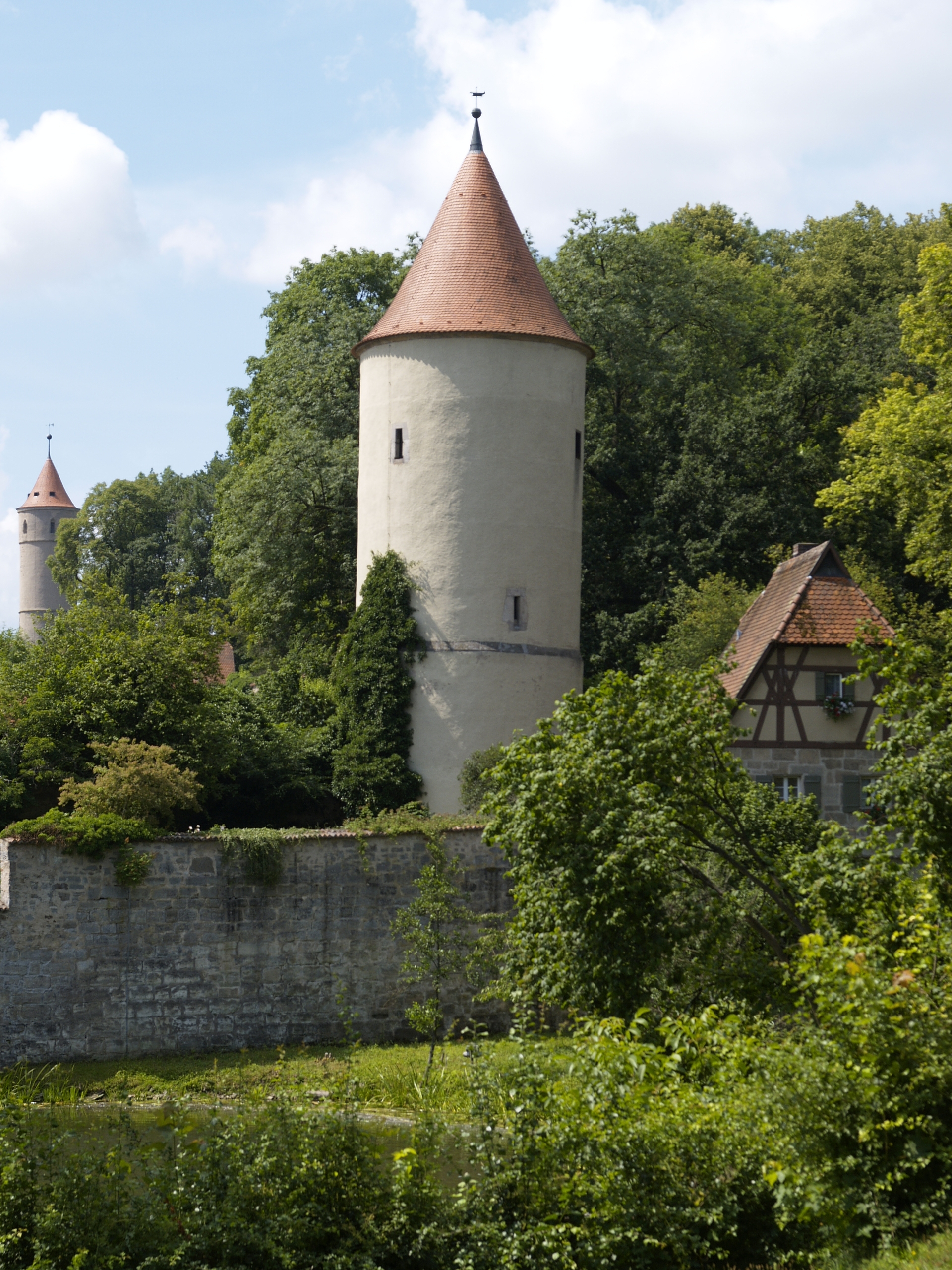
Grüner Turm (hinten links) und Faulturm mit Parkwächterhäuschen

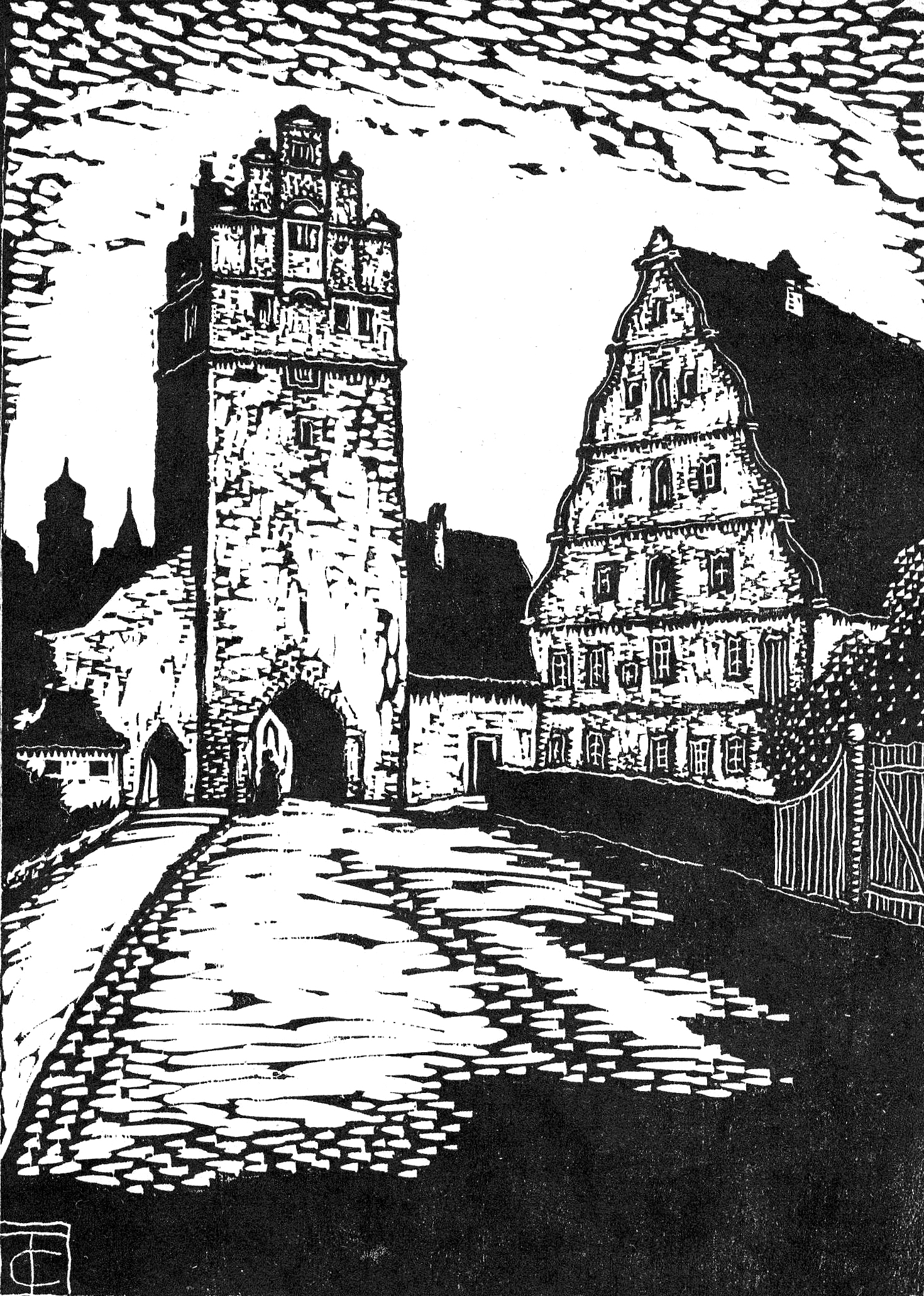
Nördlinger Tor mit Stadtmühle (Holzschnitt von Carl Thiemann, Teil einer Dinkelsbühl-Serie)

Von Osten im Uhrzeigersinn (ohne Zwingertürme):
- Wörnitztor, Unterbau mit anschließender Stadtmauer spätstaufisch
- Kleine Bastei
- Dreigangsturm
- Henkerstürmlein
- Bäuerlinsturm, Dinkelsbühler Wahrzeichen
- Am Türlein, (Stadtmühlzugang), Turmstumpf
- zwei Radstatttürme (Ecktürme am Wehrgang der Stadtmühl-Radstatt)
- Nördlinger Tor (Holzschnitt) vor 1400; 2023 bei einem Brand beschädigt[63]
- Salwartenturm (Bild)
- Krugsturm
- Hertlesturm
- Hagelsturm
- Weißer Turm, einst Tordurchfahrt
- Dönersturm, nur noch Sockel und Stadtmauerecke
- Haymersturm
- Berlinsturm
- Wächterturm
- Segringer Tor (Bild), vor 1384, 1655–1660 neu errichtet
- Dreikönigsturm
- Grüner Turm (Bild)
- Faulturm (Bild)
- Rothenburger Tor, um 1390
- Dalkingerturm, nur Turmstumpf an Ecke Spitalhof
- zwei Türme am Hospitalbad (Rest eines Rundturms und Turmstumpf am Bleichdurchgang)
- Seelhausturm, abgegangen

Nach 1372 begann man mit dem Bau der erweiterten Stadtbefestigung. Die jetzige Stadtmauer hat eine Länge von 2,5 km und umschließt etwa 33 ha. Sie zählte einschließlich der vier heutigen Tortürme zeitweise 27 Türme, hinzu kamen in erster Reihe vorgelagert mindestens 18 Zwingerstände. Die größtenteils verschwundene äußere Stadtmauer mit den äußeren Torbastionen hatte 13 Bauten. So besaß die Reichsstadt Dinkelsbühl zur Zeit des Dreißigjährigen Kriegs nahezu 60 Türme, Basteien und Tore. Die Erhaltung der Stadtmauer mit ihren Toren und Türmen ist das Verdienst König Ludwigs I. von Bayern und seiner denkmalpflegerischen Gesetzgebung von 1826. Auf diese Weise wurde das Erscheinungsbild der Altstadt Dinkelsbühls bewahrt. Strikte Bauvorschriften wie z. B. das Verbot von Leuchtreklame, eine vorgegebene Fenstergestaltung oder die zwingende Verwendung von Dacheindeckungen in roter Farbe sichern es auch für die Zukunft.
Ein historisches Ortsblatt (sog. Urkataster, graviert 1827) zeigt Dinkelsbühl im Jahr 1825.

#### Bau- und Bodendenkmäler

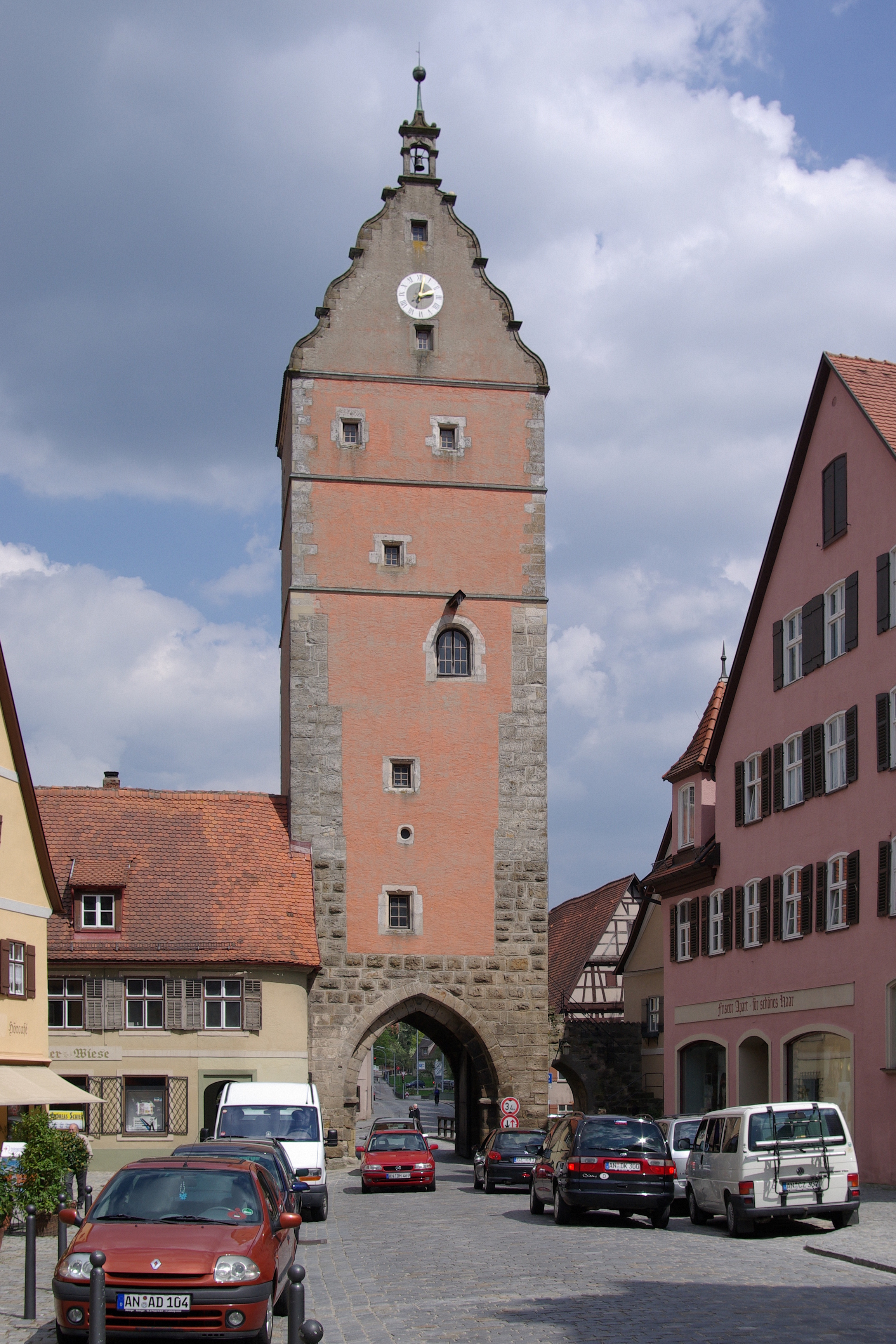
Wörnitztor

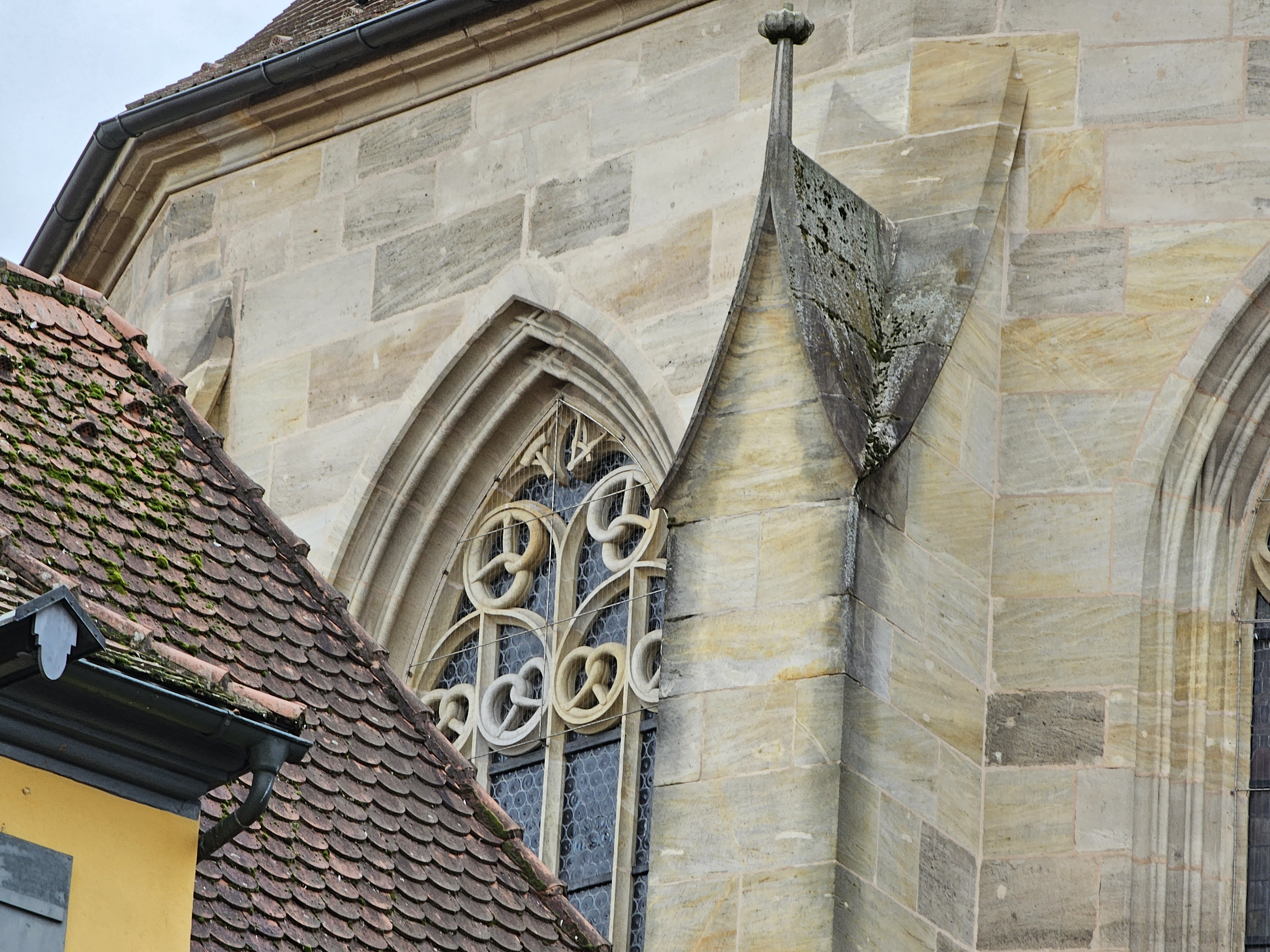

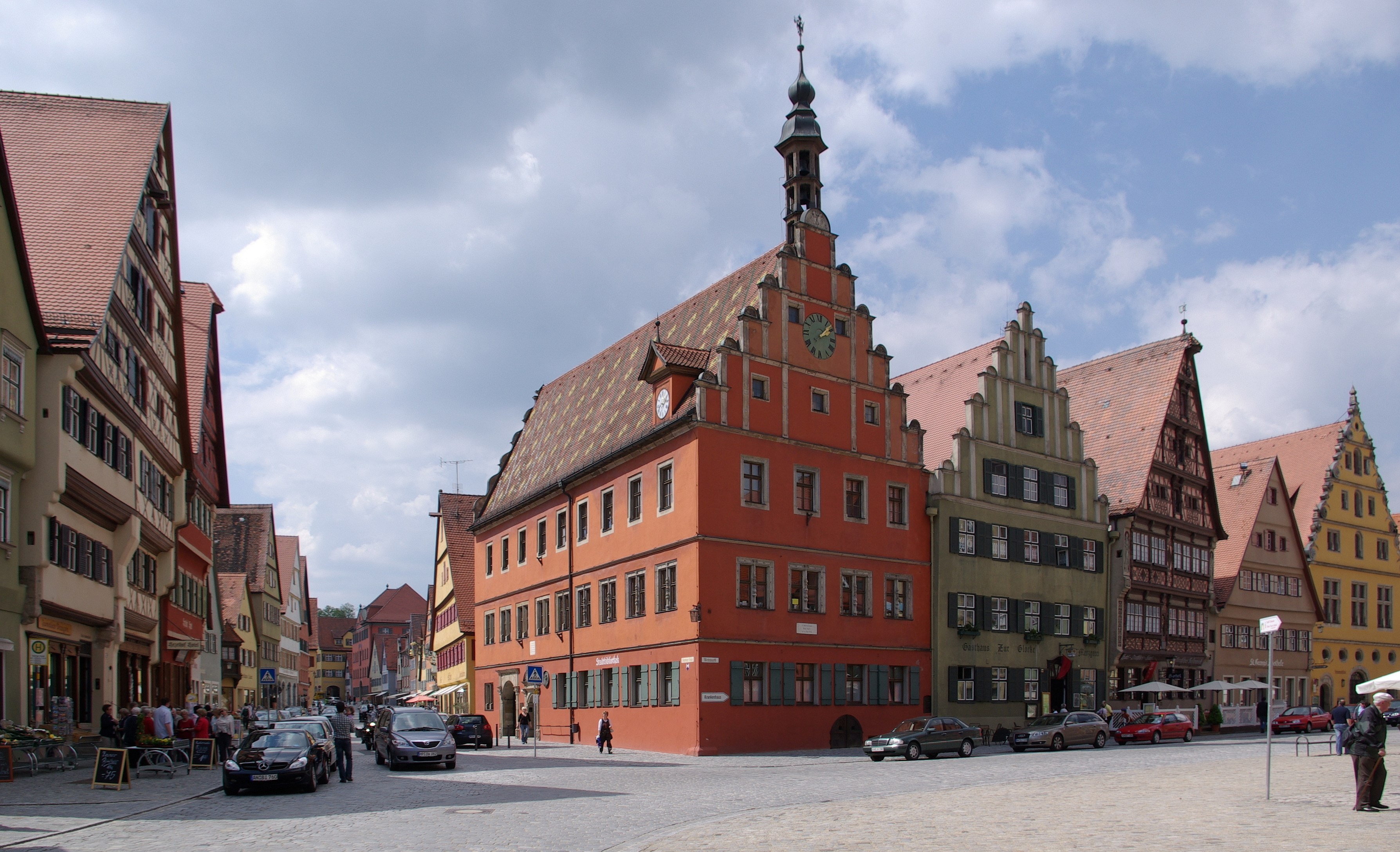
Ehemalige Ratstrinkstube am Marktplatz (Gustav-Adolf-Haus)
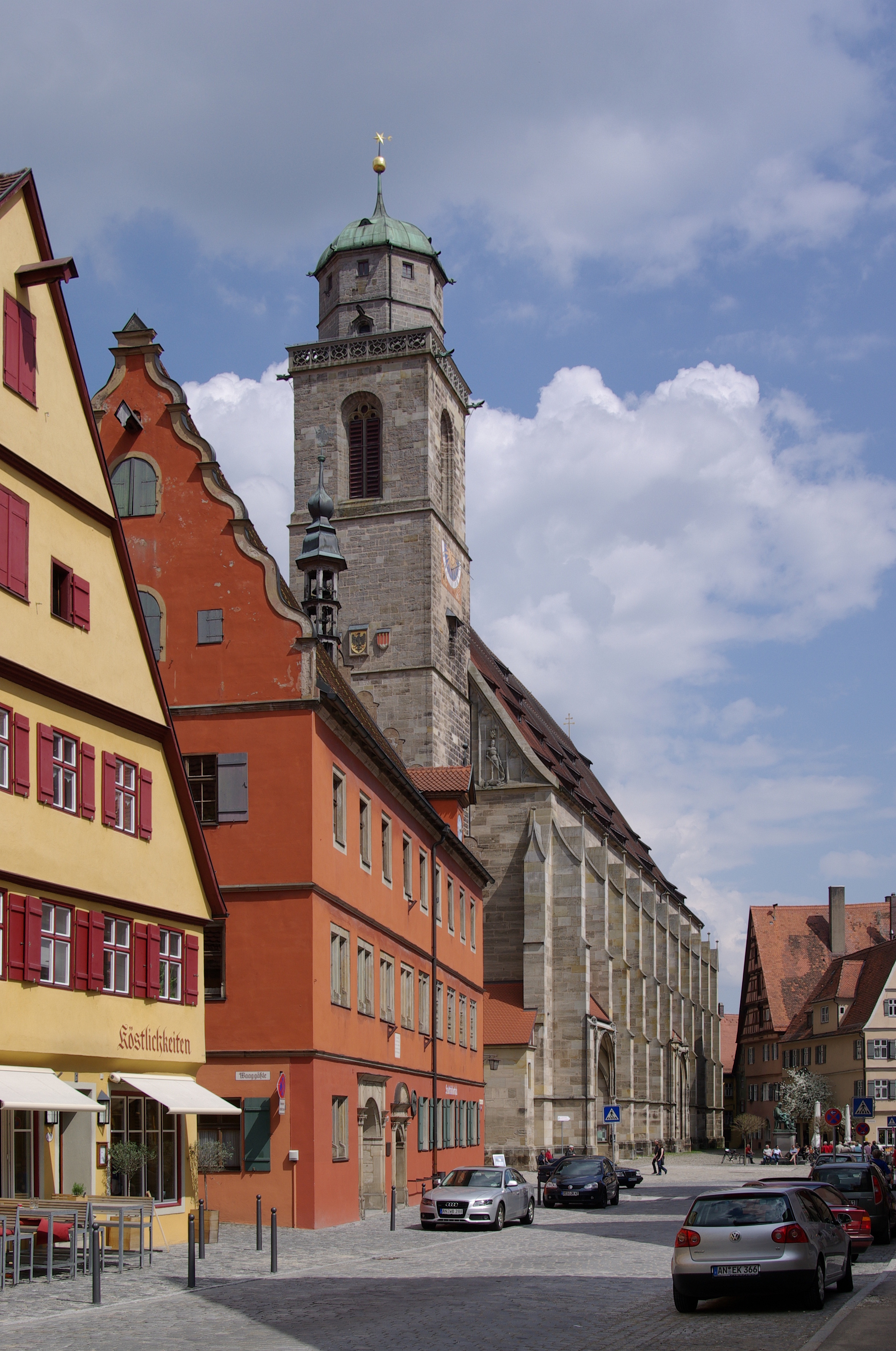
Segringer Straße und Münster St. Georg
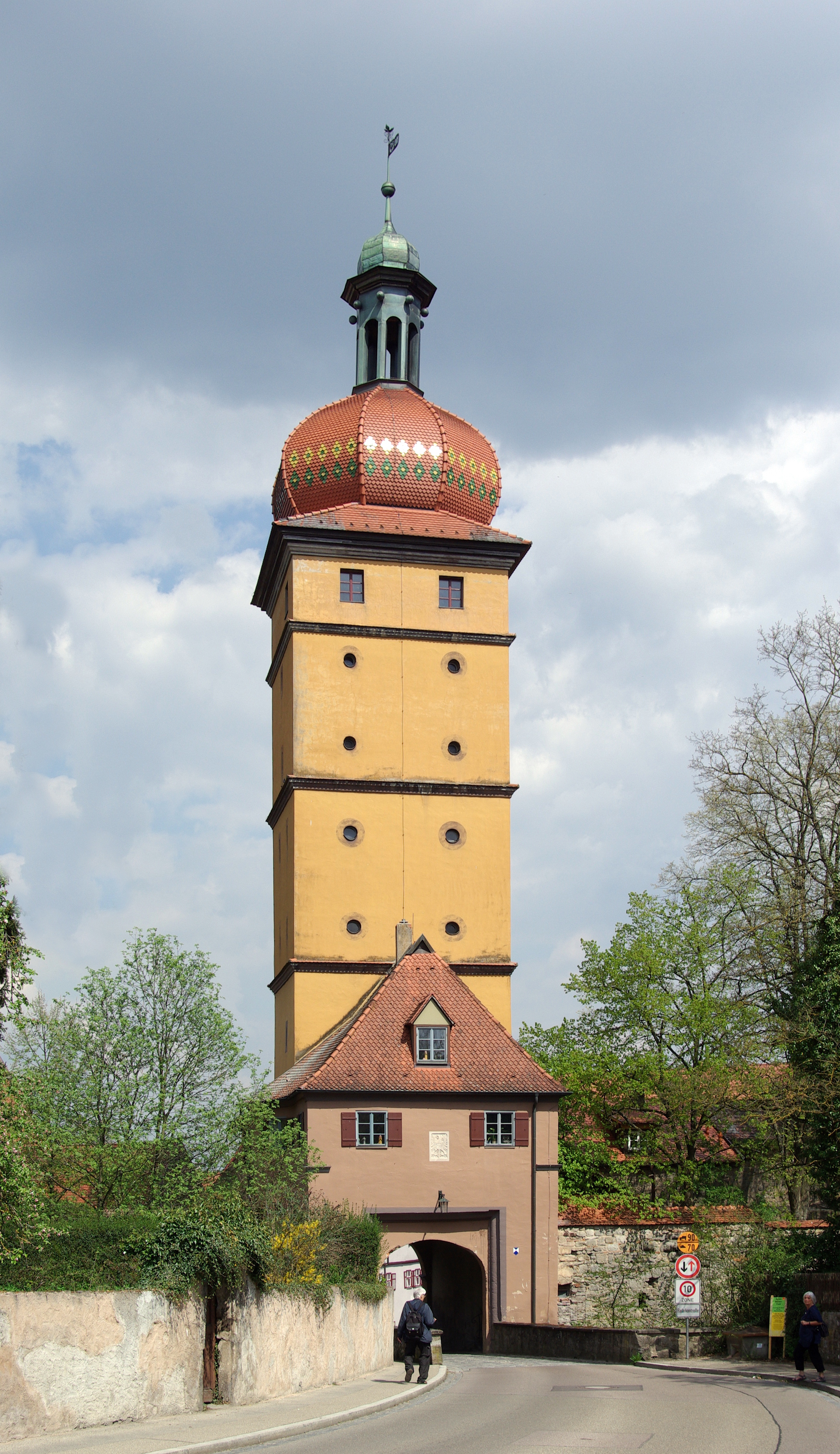
Segringer Tor mit Barockzwiebeldach
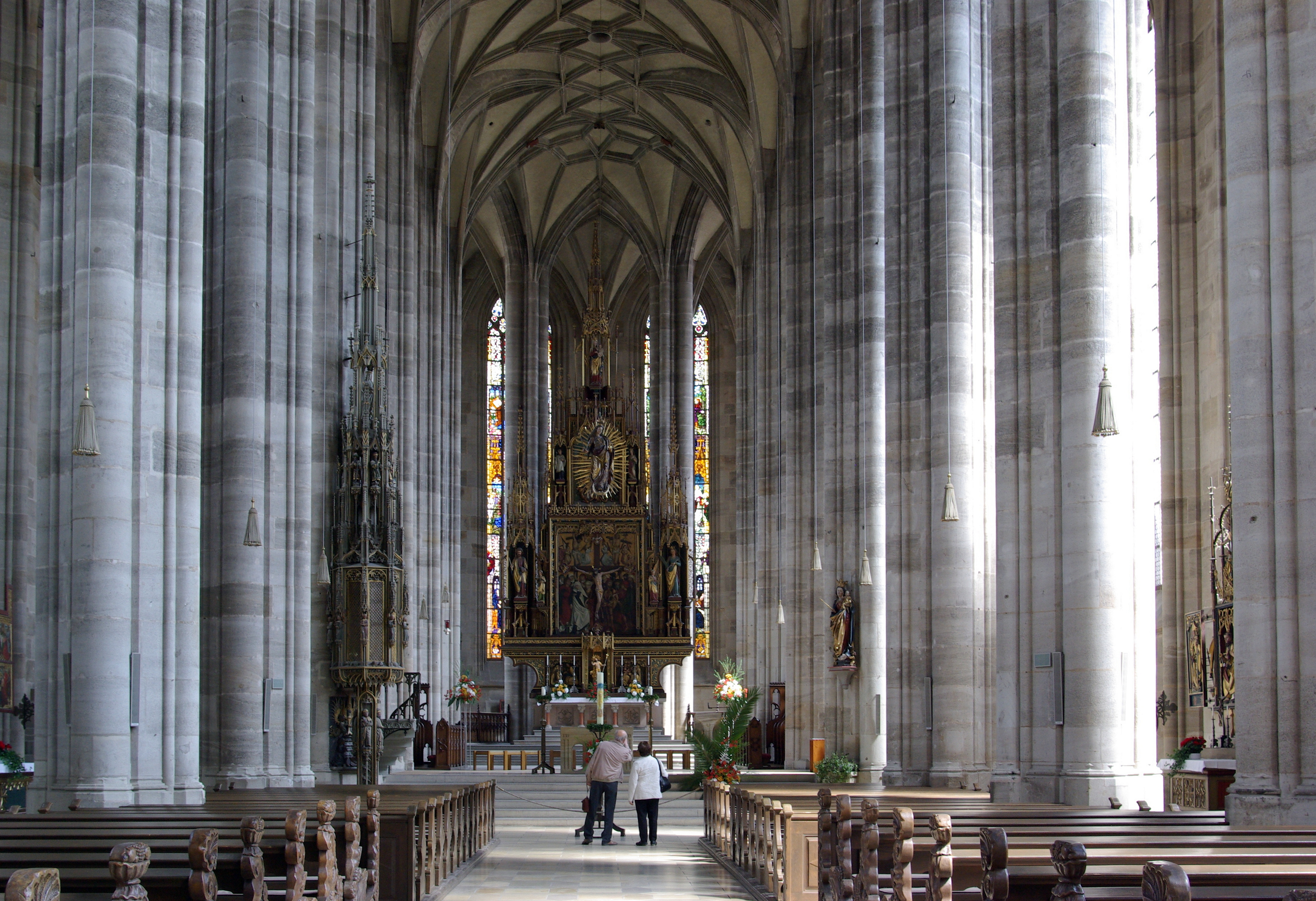
Münster St. Georg, Innenansicht
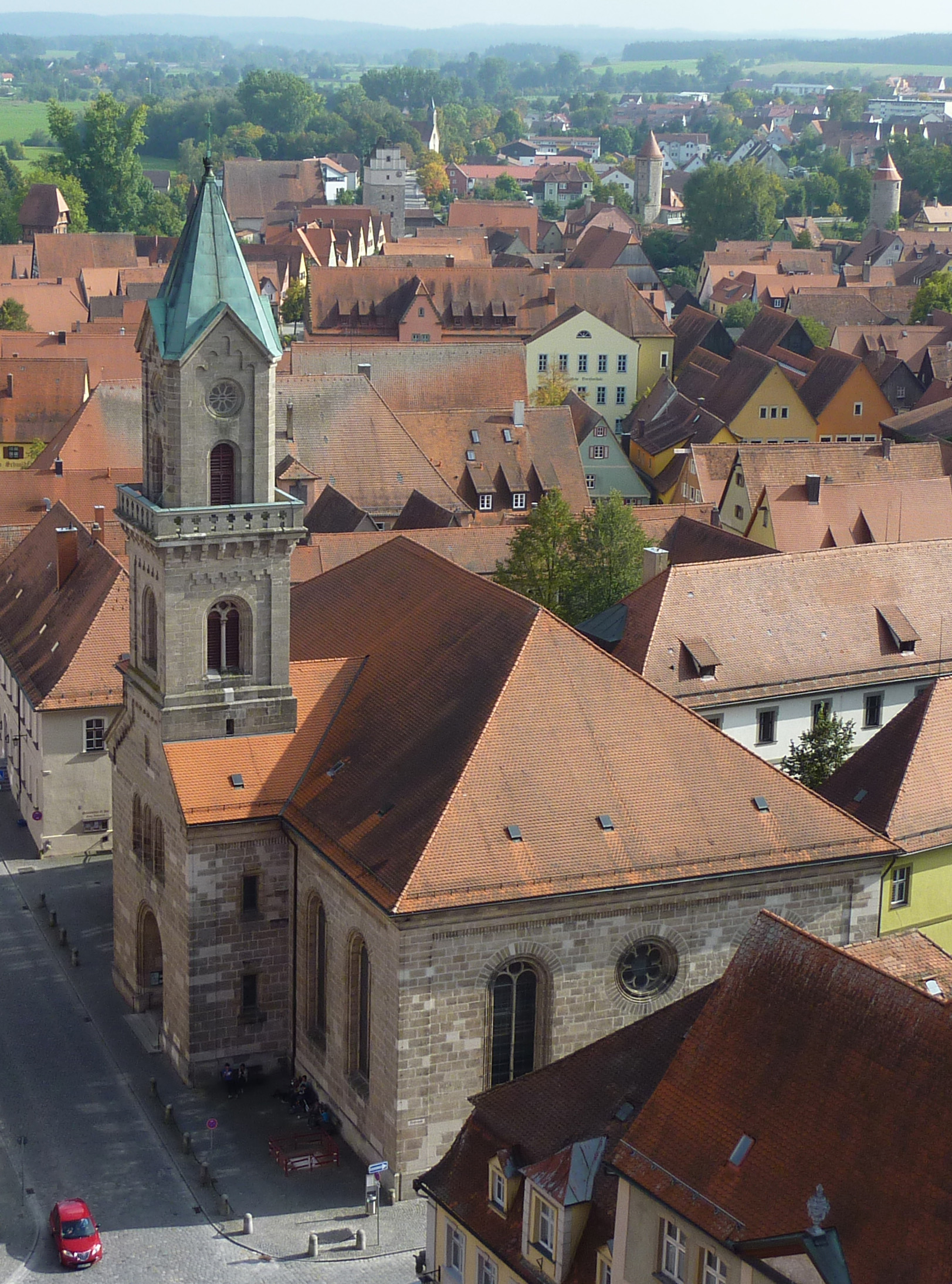
St.-Paulskirche
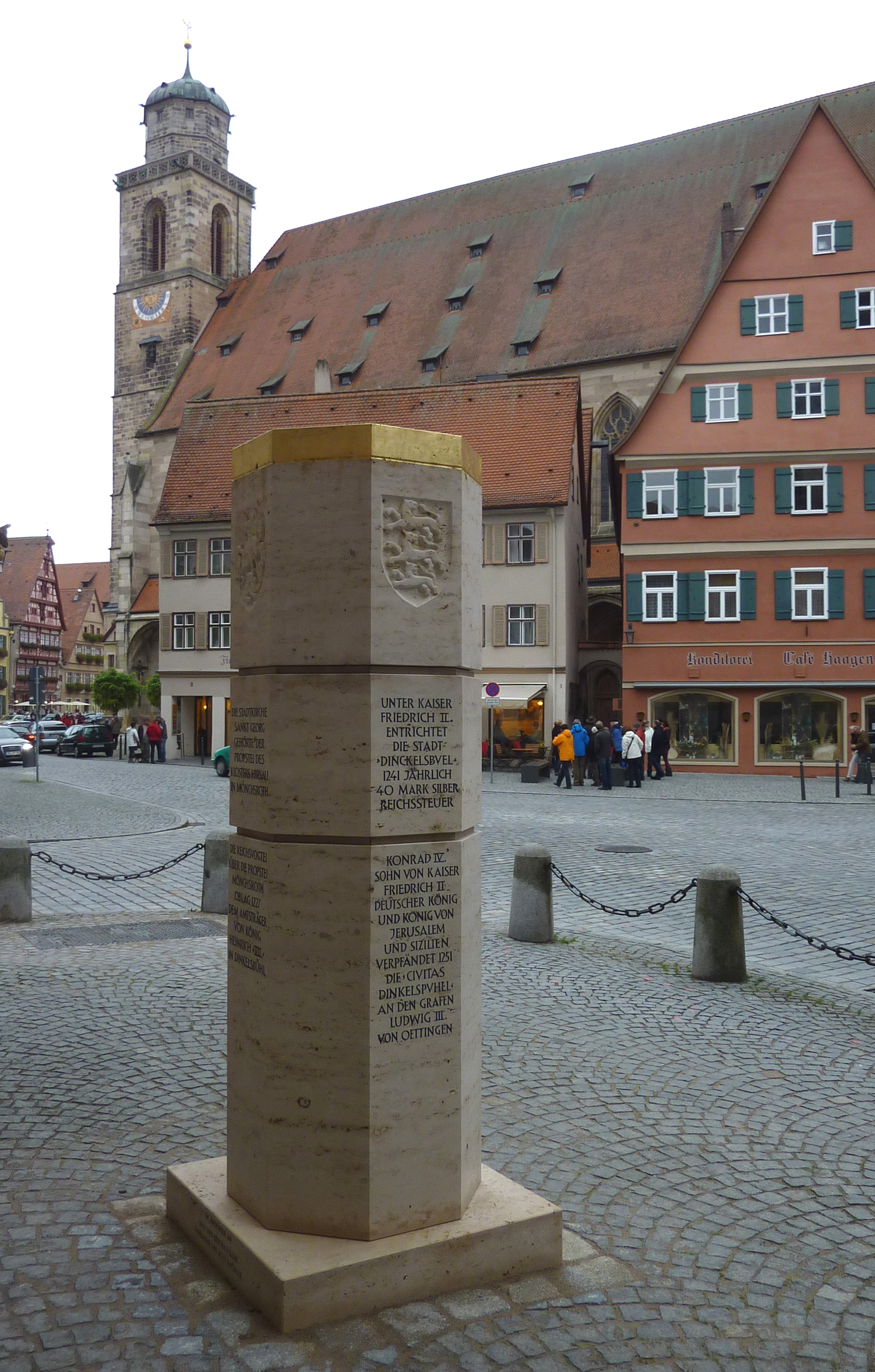
Stauferstele (2013)
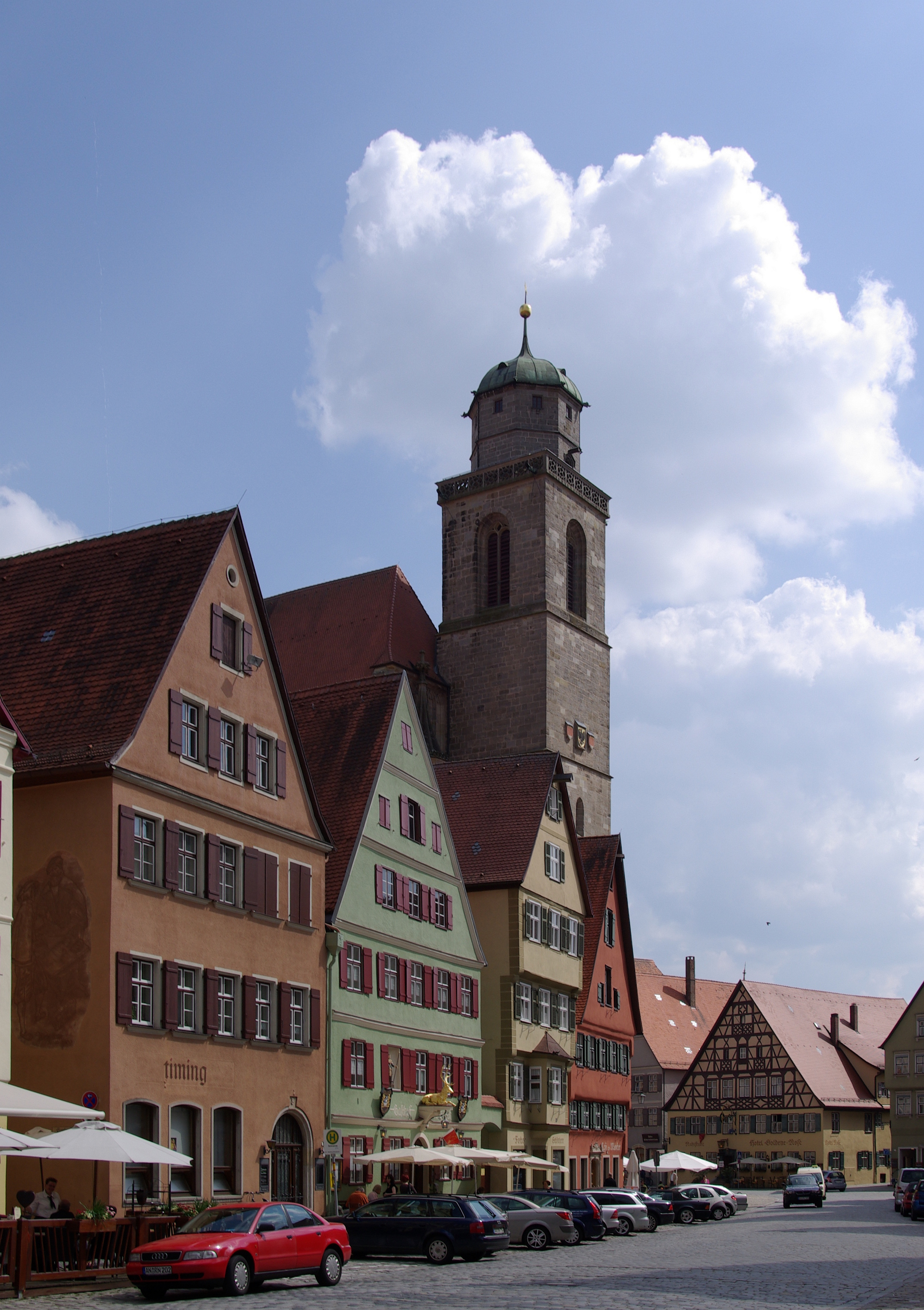
Häuser am Weinmarkt
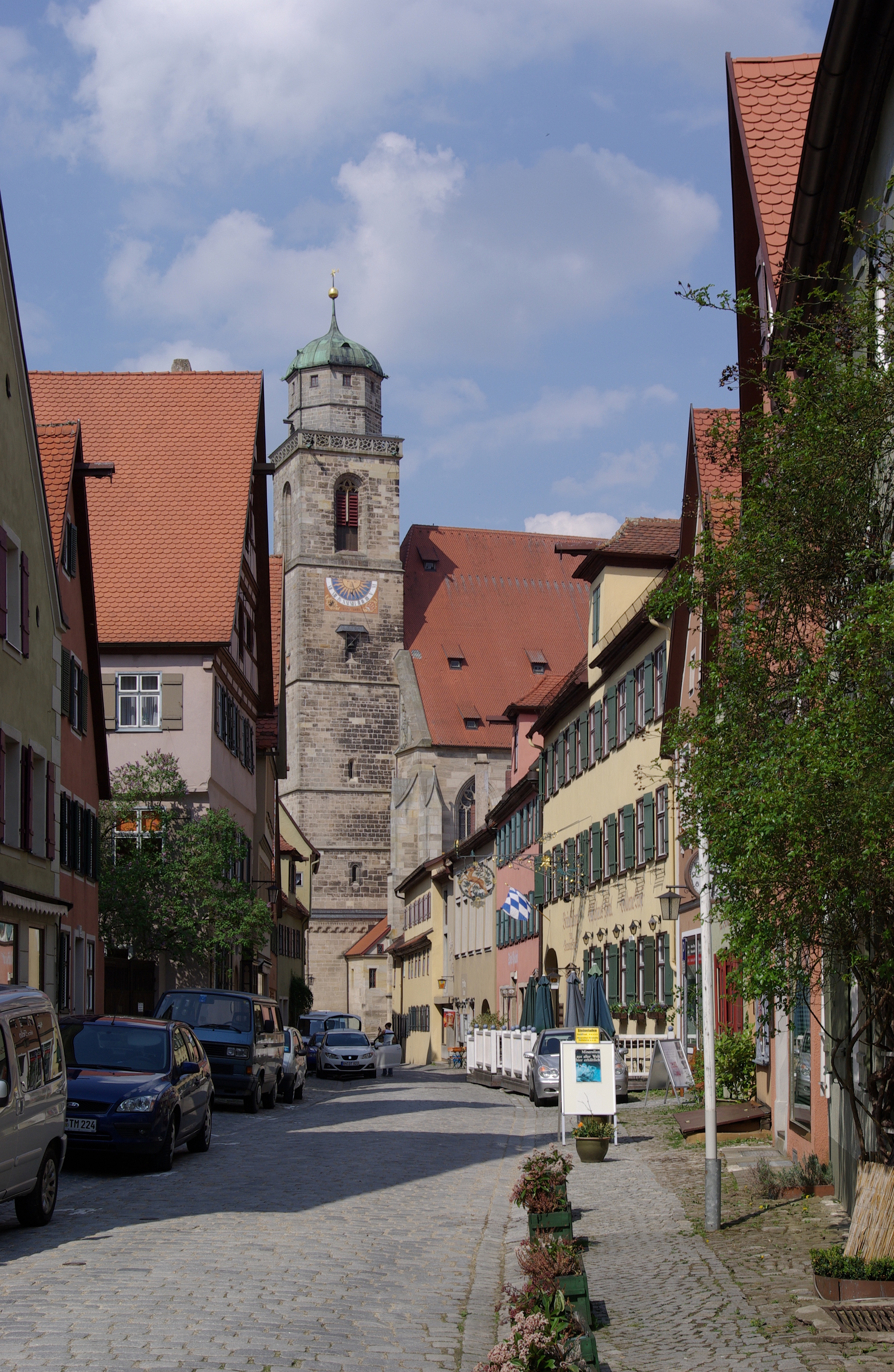
Turmgasse
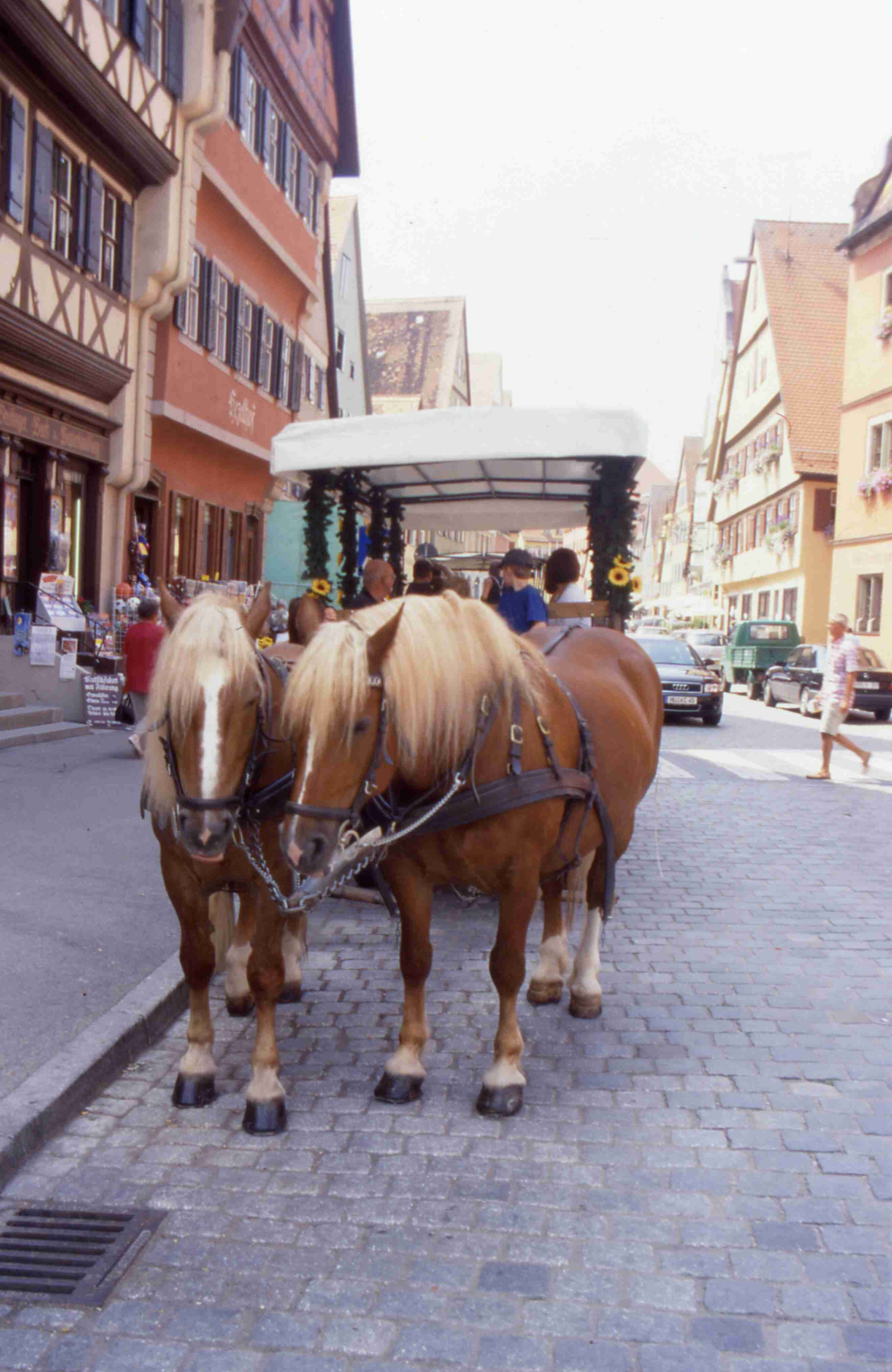
Pferdewagen für Touristen

### Sport und Vereinsleben
In Dinkelsbühl sind unter anderem fünf Schützenvereine ansässig, zwei Sportvereine, ein Reit- und Fahrverein, eine Ortsgruppe des Deutschen Alpenvereins und der KAB, ein Lions Club, ein Rotary Club und mehrere Musikvereine.
Der TSV 1860 Dinkelsbühl wurde 1860 gegründet. Er pflanzte 1910 die Hans-von-Raumer-Eiche am Schießwasen (Standort heute nicht mehr zum Schießwasen gehörend, sondern gegenüberliegend an der Hans-von-Raumer-Straße) zum Gedenken an den Begründer der Turnerei in Dinkelsbühl. Er weihte 1928 eine eigene Halle und 1948 eine Sportplatzanlage ein. Der Verein richtete im Laufe seines Bestehens mehrere Turnfeste in Dinkelsbühl aus. Er hat ca. 1520 Mitglieder und betreibt 13 Abteilungen (Stand Anfang 2012).
Der Historische Verein Alt-Dinkelsbühl e. V. wurde 1893 unter Vorsitz von Bürgermeister Ludwig Sternecker gegründet, um Interesse für die Geschichte Dinkelsbühls und seiner Umgebung durch Sammeln und Aufstellen von alten Gegenständen zu wecken und zu pflegen.
- 1894 erstes Museum im Alten Rathaus
- ab 1899 aktiver Einsatz für Erhaltung der Altstadt und für die Stadtbildpflege
- 1903 Erwerb und Umgestaltung des Mesnerhauses der Dreikönigskapelle zum kleinbürgerlichen Wohnhaus (heute privat)
- ab 1904 Historisches Museum im Spitalgebäude
- 1913 gründete der Historische Verein unter Vorstand Altbürgermeister Ludwig Sternecker das Periodikum Alt-Dinkelsbühl. Mitteilungen aus der Geschichte Dinkelsbühls und seiner Umgebung; es erscheint sechsmal jährlich (mit Unterbrechungen) im Wörnitz-Boten, Dinkelsbühl, seit 1947 in der Fränkischen Landeszeitung, Ansbach; Schriftleiter: 1913–1914 Christian Bürckstümmer, 1914–1916 Friedrich Ritter, 1916–1936 Joseph Greiner, 1937–1971 Wilhelm Reulein, 1976–2005 Hermann Maier, ab 2006 Gerfrid Arnold
- ab 1963 Herausgabe eines Jahrbuchs durch den Historischen Verein (mehrjährig)
- 1984–1992 Entwicklung eines neuen Gesamtkonzepts (Konservatoren Hermann Maier und Gerfrid Arnold)
- ab 2004 neue Museumsplanung für Altes Rathaus durch das Museumsteam des Vereinsausschusses
- 2008 Eröffnung des Museums „Haus der Geschichte Dinkelsbühl von Krieg und Frieden“ mit rund 600 Exponaten in Dauerausstellung
- 2012 Eröffnung der Hexenausstellung im Kellergewölbe
- 2012 Aufstellung der Tafeln zur staufischen Hausgeschichte des Museumskomplexes

### Regelmäßige Veranstaltungen (jährlich)
- Kinderzeche an den Wochenenden vor und nach dem dritten Montag im Juli
- Stadtfest „Leben in einer alten Stadt“[69] am letzten Feriensonntag der bayerischen Sommerferien
- Straßenmärkte: Josephi-Markt (März), Ostermarkt (März), Georgi-Markt (April)[70]
- Heimattag der Siebenbürger Sachsen am Pfingstwochenende im gesamten Altstadtkern
- Deutscher Mühlentag am Pfingstmontag in der Hausertsmühle mit Mühlenbesichtigung und großem Bauernmarkt
- Fisch-Erntewoche[71] in der Woche um den 1. November
- Weihnachtsmarkt im Spitalhof in der Adventszeit
- Summer Breeze Open Air, Metalfestival, jeweils am dritten August-Wochenende im Ortsteil Sinbronn
- „Dinkelsbühl leuchtet“, ein Musik- und Kultur-Open-Air-Fest mit abendlicher Beleuchtung der Altstadt
- VR Bank Citytriathlon Dinkelsbühl, immer im Juli, Schwimmen in der Wörnitz, Radfahren und Laufen um die historische Altstadt.

### Dialekt
Dinkelsbühl liegt im Übergangsgebiet zwischen Ostfränkisch und Schwäbisch. Von Osten stößt außerdem, wenn auch in seinen Ausprägungen geringer, noch das Mittelbairische hinzu. Dadurch kommt es zu einer ausgeprägten Übergangsmundart, die sich in spezifischen Mischungsphänomen der drei Großdialekträume sowie in bestimmten Wechselerscheinungen zwischen diesen drei Mundarten niederschlägt.

## Wirtschaft und Infrastruktur

### Gewerbestruktur
In der Wirtschaft spielen die ortsansässigen Produktionsbetriebe heutzutage eine zwar schwindende, doch weiterhin große Rolle. So sind laut Statistischem Landesamt 2004 44 Prozent der Beschäftigten im produzierenden Gewerbe, 19 Prozent im Tourismus-Bereich, 36 Prozent im sonstigen Dienstleistungssektor und knapp ein Prozent der Beschäftigten in der Land- und Forstwirtschaft tätig. Insgesamt werden bei einer Arbeitslosenquote von 7,2 Prozent im Jahresdurchschnitt 4461 sozialversicherungspflichtig Beschäftigte angegeben. Arbeitgeber waren vereinzelte Molkereien, Brauereien wie die 1901 gegründete Brauerei Hauf oder das in das Unternehmen Tucher Bräu aufgegangene Brauhaus Dinkelsbühl und das Ledergewerbe. Die Pinselproduktion hatte ein Zentrum in der Region. Betriebe entstanden unter anderem im Vorort Sinbronn. Erst mit der Erweiterung der bebauten Fläche nach dem Zweiten Weltkrieg gab es größere Produktionsstätten in Dinkelsbühl, unter anderem Kunststoff verarbeitende Betriebe wie Rudolf Geitz und Esbe Plastic oder die Zweigstelle von Werner und Pfleiderer (Industriebacköfen), die einen großen Teil der Arbeitsplätze stellen. Nach wie vor bedeutsam, aber wie in allen Städten im Rückgang, ist der Einzelhandel in der Altstadt. Durch ein Einkaufszentrum an der Luitpoldstraße und neun Supermärkte haben die zentralen Läden Konkurrenz in unmittelbarer Nähe erhalten. Kleinere Fachgeschäfte für Bekleidung, Schuhe, Schmuck, Schreibwaren, Drogeriebedarf und Optik sind neben zahlreichen Dienstleistungs- und Gastronomiebetrieben noch immer vorhanden, ebenso Bank- und Versicherungszweigstellen.

### Verkehr

#### Straße
Dinkelsbühl liegt an der Bundesstraße 25 sowie in der Nähe der Bundesautobahnen 6 und 7 (A 6 Ausfahrt Dorfgütingen, A 7 Ausfahrt Dinkelsbühl/Fichtenau). Das Kfz-Kennzeichen war DKB. Im Zuge der Gebietsreform in Bayern erfolgte 1974 die Umstellung auf AN. Seit dem 10. Juli 2013 ist das Kennzeichen DKB wieder verfügbar.
Die B 25 führt an Schopfloch vorbei nach Feuchtwangen (11 km nördlich) bzw. über Wilburgstetten nach Nördlingen (27 km südlich). Die Staatsstraße 2220/L 2220 führt über Burk nach Bechhofen (19,5 km nordöstlich) bzw. über Ellenberg nach Rattstadt zur L 1060, die nach Ellwangen zur B 290 verläuft (19 km südwestlich). Die Staatsstraße 2218/L 2218 führt nach Crailsheim zur B 290 (19 km nordwestlich) bzw. nach Wittelshofen (11 km östlich). Die Kreisstraße AN 45/K 3222 führt nach Wört zur L 1070 (5 km südwestlich) bzw. zur St 2218 (1,5 km nordwestlich). Gemeindeverbindungsstraßen führen nach Dürrwangen zur Kreisstraße AN 41 (6 km nordöstlich) und über Diederstetten nach Mönchsroth zur Staatsstraße 2385 (5,5 km südöstlich).

#### Eisenbahn

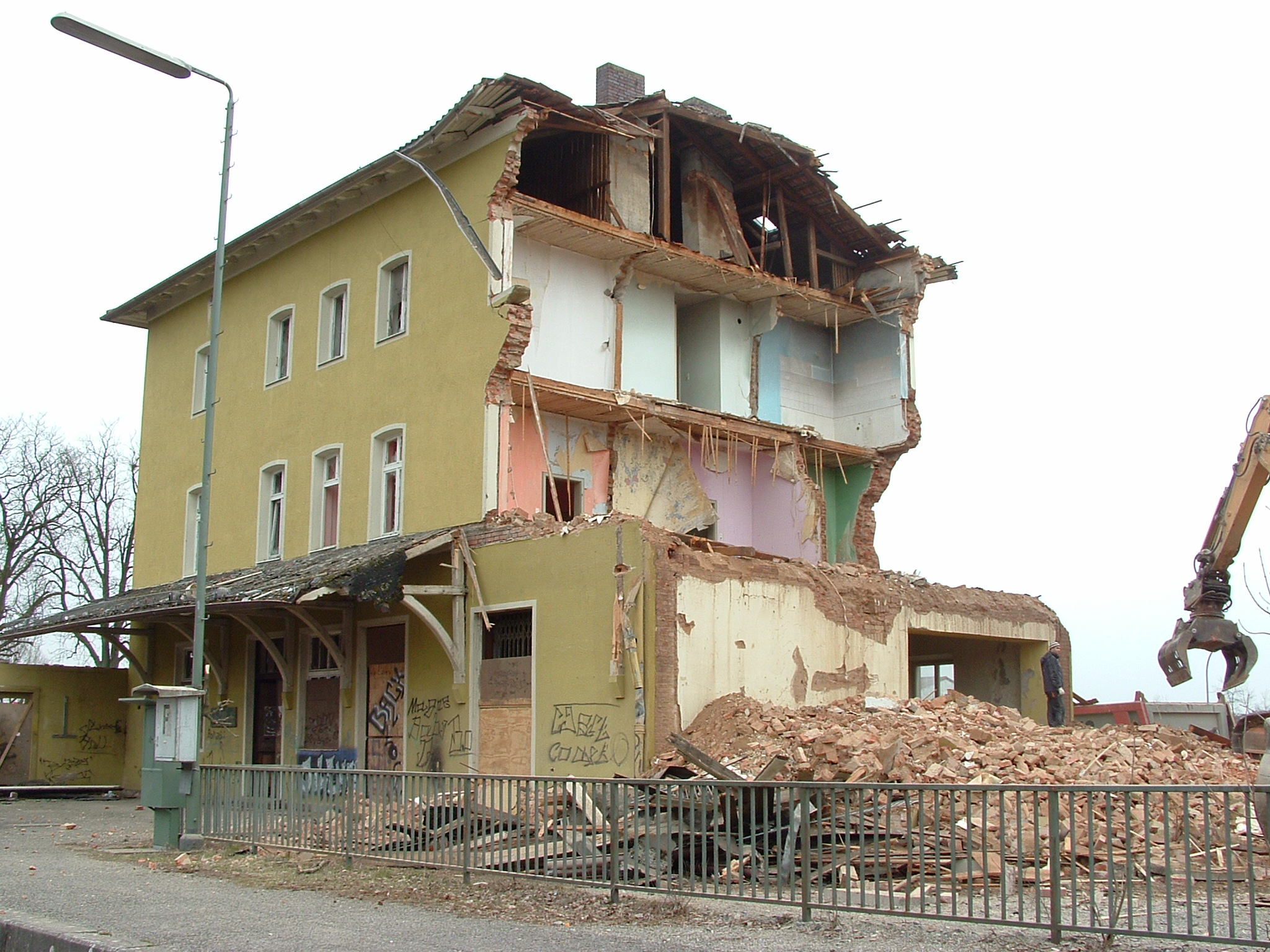
Bahnhofsgebäude Dinkelsbühl am 8. April 2013

Seit 1985 gibt es keinen regelmäßigen Personenverkehr mehr auf der Bahnstrecke Nördlingen–Dombühl und am Bahnhof Dinkelsbühl. Eine Reaktivierung der Strecke ist geplant.
Während der industriellen Revolution in der zweiten Hälfte des 19. Jahrhunderts geriet Dinkelsbühl in eine verkehrsgeographische Randlage: Die Hauptstrecke der Eisenbahn von Augsburg nach Würzburg wurde zuerst auf der Ludwig-Süd-Nord-Bahn über Nördlingen und Gunzenhausen oder auf der von Treuchtlingen kommenden Altmühltalbahn über Ansbach nach Würzburg geführt. Später (1906) zweigte sie schon in Donauwörth in nordöstlicher Richtung nach Treuchtlingen ab, wo sie auf die Altmühltalbahn stieß und über Gunzenhausen und Ansbach Würzburg erreichte.
Die weitgehend geradlinig verlaufende Bahnstrecke Nördlingen–Dombühl, welche bis Wilburgstetten dem Tal der Wörnitz folgt, blieb aber immer eine langsame, eingleisige Nebenstrecke entlang der Grenze des Königreiches Bayern zum Königreich Württemberg. Ursprünglich war der Anschluss an die Ludwig-Süd-Nord-Bahn von Wassertrüdingen aus geplant, dann jedoch ab Nördlingen ausgeführt. Mit dem Bau der Strecke Nördlingen–Dinkelsbühl wurde 1875 begonnen und der Betrieb am 2. Juli 1876 eröffnet. Auf dem 31 km langen Streckenabschnitt hatte der Zug damals eine Fahrzeit von 1 Stunde und 35 Minuten. Am 1. Juni 1881 wurde die Strecke bis Feuchtwangen verlängert. Von dort konnte man bereits seit dem 15. April 1876 die Bahnstrecke Nürnberg–Crailsheim bei Dombühl erreichen.
Seitdem am 1. Juni 1985 der Personenverkehr auf dem Streckenabschnitt zwischen Nördlingen und Dombühl eingestellt wurde, finden nur noch Holztransporte zu einem Wilburgstettener Sägewerk des Unternehmens Rettenmeier statt. Die Strecke von Feuchtwangen über Dinkelsbühl nach Nördlingen wird heute vom Verein Bayerisches Eisenbahnmuseum e. V. als Museumseisenbahn mit Schienenbussen und Dampfzügen befahren.
Am 2. August 2012 gab das Bayerische Staatsministerium für Wirtschaft, Infrastruktur und Verkehr in einer Pressemitteilung bekannt, dass „eine neue Studie ausreichend großes Nachfragepotenzial aufzeige und bei vollständiger Erfüllung der bayernweit einheitlichen Reaktivierungskriterien das Bayerische Verkehrsministerium zur Bestellung eines stündlichen Regionalverkehrs bereit sei“. Dies betrifft allerdings nur den Streckenabschnitt Dombühl–Feuchtwangen–Dinkelsbühl, da der Streckenabschnitt Dinkelsbühl–Nördlingen das Nachfragepotenzial laut Gutachten nicht erfüllt. Von Seiten der Kommunalpolitik wird aber auch die Reaktivierung dieses Streckenabschnitts gefordert.
Das Dinkelsbühler Bahnhofsgebäude musste allerdings am 9. April 2013 einem Einkaufszentrum weichen. Es sind aber drei Zugänge zum Bahnsteig geplant, und auch eine Bahnhaltestelle soll unweit des bisherigen Bahnhofgebäudes errichtet werden. Der Reaktivierung der Bahnstrecke wurde zugestimmt, so dass demnächst wieder Züge fahren können.
Nachdem die Bayernbahn den Pachtvertrag mit der DB für die Strecke von Dombühl bis Wilburgstetten nach 2018 nicht verlängert hat, fahren seit 2019 keine Museumszüge.
Am 8. März 2019 wurde das Infrastrukturunternehmen Mittelfränkische Eisenbahnbetriebsgesellschaft gegründet. Dieses Unternehmen will bis spätestens 2024 die Infrastruktur der Strecke nach den Vorgaben der BEG ertüchtigen, damit ein planmäßiger Reisezugbetrieb zwischen Dombühl und Wilburgstetten wieder stattfinden kann.

#### Wanderwege
Durch Dinkelsbühl führt der Europäische Fernwanderweg E8, die Tauber-Wörnitz-Linie des Main-Donau-Wegs sowie die Fernwanderwege Via Romea und Dr.-Fritz-Linnert-Weg.

#### Flugverkehr
Seit 1972 wird im Stadtteil Sinbronn ein Flugplatz mit einer 700 m langen Graspiste betrieben. Der Flugplatz ist Eigentum der Stadt Dinkelsbühl. Er ist für einen symbolischen Betrag an den Aeroclub Dinkelsbühl e. V. verpachtet, der im Gegenzug für Betrieb und Unterhalt sorgt.
Für weitere Informationen siehe Liste der Verkehrs- und Sonderlandeplätze in Deutschland.

### Gesundheit
In der Crailsheimer Straße befindet sich die Klinik Dinkelsbühl, die Mitglied im Verbund ANregiomed ist.

### Bildung und Erziehung

#### Kindergärten
In Dinkelsbühl gibt es sechs Kindergärten:
- Kindergarten St. Paul (evangelisch-lutherisch)
- Kindergarten Dietrich Bonhoeffer (evangelisch-lutherisch)
- Flohkiste – Kleinkindergruppe (evangelisch-lutherisch)
- Kindergarten St. Georg (katholisch)
- Waldkindergarten im Ortsteil Tiefweg
- Waldorfkindergarten

#### Schulen
In Dinkelsbühl und seinen Ortsteilen finden sich folgende Schulen:
- Berufsfachschule für Altenpflegehilfe[82]
- Berufsfachschule für Altenpflege
- Berufsfachschule für Musik des Bezirks Mittelfranken[83]
- Berufsfachschule für kaufmännische Assistenten[84]
- Berufsfachschule für Krankenpflege
- Berufsschule Dinkelsbühl
- Christoph-von-Schmid-Grundschule Dinkelsbühl[85]
- Hans-von-Raumer-Mittelschule Dinkelsbühl[86] (Hauptschule)
- Grundschule Segringen[87]
- Gymnasium Dinkelsbühl[88]
- Landesfinanzschule Bayern
- Sonderpädagogisches Förderzentrum Dinkelsbühl[89] (Georg-Ehnes-Schule)
- Städtische Musikschule Dinkelsbühl[90]
- Staatliche Wirtschaftsschule Dinkelsbühl[91]
- Seat Akademie (2019)

## Dinkelsbühl als Handlungsort in der Belletristik und als Filmkulisse
In Romanen und Erzählungen war Dinkelsbühl immer wieder Handlungsort:
- Johann Peter Hebel: Der Barbierjunge von Segringen, 1809, sowie Der Star von Segringen, 1811 (spielen im heutigen Stadtteil Segringen)
- Ernst Kratzmann: Das Lächeln des Magisters Anselmus oder das Leben des Hanns Meinrat Maurenbrecher aus Dinkelsbühl, 1927
- Hans von Gaudecker: Lore rettet ihre Stadt, o. J. [1961]
- Loriot: Loriots kleines Buch der Katastrophen, 1987
- Gunter Haug: Die Rose von Franken – ein Frauenschicksal in den Wirren des Dreißigjährigen Krieges, 2007
- Deborah Wüstner, Auf Gnad und Ungnad. Eine Stadt leistet erbittert Widerstand, 2020

1956 wurde mit Time Stood Still eine Oscar-nominierter Dokumentar-Kurzfilm veröffentlicht.
In der Altstadt von Dinkelsbühl wurden mehrere Filme gedreht, darunter:
- 1935/36: Der Kaiser von Kalifornien – Deutschland
- 1936: Die Unbekannte – Deutschland
- 1952: Am Brunnen vor dem Tore – Deutschland
- 1960: Der liebe Augustin – Deutschland
- 1962: The Wonderful World of the Brothers Grimm – USA
- 1974: Jeder für sich und Gott gegen alle – Deutschland
- 1979: Das tausendunderste Jahr – Deutschland
- 1998: Der letzte Vorhang (Episode aus der Reihe „Die Verbrechen des Professor Capellari“) – Deutschland
- 1994: SDR Treffpunkt „Kinderzeche Dinkelsbühl“
- 1999: Die Erscheinung – Deutschland
- 2003: Für immer, oder einen halben Tag (Episode aus der Reihe „Menschen in Bayern“) – Deutschland
- 2005: SWR: Kinderzeche Dinkelsbühl (Aus der Reihe „Die schönsten Kinder- und Heimatfeste in Süddeutschland“)
- 2016: SWR: Treffpunkt „Kinderzeche Dinkelsbühl“

Das zweite von sieben Bildern der Operette Doktor Eisenbart spielt auf dem Marktplatz von Dinkelsbühl: „Jahrmarkt zu Dinkelsbühl“.

## Sonstiges

### Die Dinkelsbühler Sagenwelt
Mehr als 50 Sagen, Legenden und Spukgeschichten sind seit dem 16. Jh. überliefert, als erste die vom Spottnamen „Sichelschmied“ für die Dinkelsbühler, die für ihre Sensen und Sicheln von hoher Qualität in ganz Süddeutschland bekannt waren. Die älteste schriftliche Sammlung stammt von 1863, die hohe Zeit der Dinkelsbühler Sagensammler war im ersten Drittel des vorigen Jahrhunderts.

### Die Spitznamen der Dinkelsbühler
Blausieder
Der Legende nach berieten die Ratsherren der Stadt über eine der Tat eines Räubers angemessene Strafe. Die Debatte dauerte angeblich sehr lange, einer der Ratsherren nickte ein und träumte vom Mittagessen, das er kurz zuvor eingenommen hatte, einem blau gesottenen Wörnitzkarpfen. Als es zur Abstimmung über die Strafe kam, wurde er von seinem Ratsnachbarn geweckt und gab schlaftrunken zum Besten: „Blausieden soll man ihn!“
Seit dieser Zeit heißen die Dinkelsbühler Blausieder.
Diesen Necknamen trägt auch ein 400 Jahre alter „Türgucker“ (Türchen in der Haustüre) im Haus der Geschichte, der einen schlafenden Fischer zeigt. Den Dinkelsbühlern angedichtet wurde diese Sage nämlich erst um 1900 vom Historischen Verein. Seit dem Mittelalter dienen die an der alten Stadtmauer gelegenen Fischteiche, die insbesondere Karpfen enthalten, als Notvorratskammern der Stadt, die Ende Oktober bis Anfang November abgefischt werden.
Mondspritzer
In der Biedermeierzeit schlug einmal der Turmwächter von St. Georg mit der Feuerglocke nächtens Alarm. Als die Feuerwehr und die herbeigeeilten Bürger bei der angeblichen Brandstelle ankamen, ging groß und rund hinter dem Dach des Hauses der Mond auf.

### Das Dinkelsbühler Flugzeug
Das Flugzeug D-AILD der Lufthansa, ein Airbus A319-114 gebaut 1996, trägt den Taufnamen „Dinkelsbühl“.

## Filmdokumentation
- Dieter Wieland (Regie, Sprecher): Dinkelsbühl – Stadtbaukunst des Mittelalters. 1983, Topographie – Dokureihe des Bayerischen Rundfunks (BR Folge 48 – lang). 42 Min.[96]